# Японія
Япо́нія (яп. 日本, にっぽん / にほん), офіційна назва — Япо́нська Держа́ва — острівна держава в Східній Азії та Океанії. Розташована на Японському архіпелазі, межує з Японським морем на заході й Тихим океаном на сході, також простягається від Охотського моря на північному сході до Східно-Китайського та Філіппінського морів на південному заході. Будучи частиною Тихоокеанського вогняного кола, Японія охоплює архіпелаг з 14 125 островів; п'ятьма основними островами, з півночі на південь є Хоккайдо, Хонсю, Сікоку, Кюсю та Окінава.
Офіційно поділена на 47 адміністративних одиниць — префектур та 8 традиційних регіонів. Приблизно три чверті місцевості країни гірські. Як результат, Японія — одна з найбільш густонаселених та урбанізованих країн світу. Найбільша урбанізована територія — Велике Токіо, зосереджена на столиці, Токіо, яка є найбільш населеним мегаполісом у світі, де проживає понад 38 мільйонів людей. З населенням у 126 476 461 особу Японія посідає 11 місце у світі та 4 в Азії за кількістю населення.
Археологічні дані свідчать, що Японія була заселена ще в період пізнього палеоліту. Перші згадки про країну з'являються в китайських текстах з I століття нашої ери. Між IV та IX століттями королівства Японії поступово об'єднувались під Імператором та імператорським двором, які базувалися в Хейан-Кьо (сучасне Кіото). Однак, починаючи з XII століття, політичну владу утримували наступники військових диктаторів (сьоґуни), магнатів (даймьо) та класу воїнської знаті (самураї). Після багатовікового періоду громадянської війни, країну було об'єднано в 1603 році під сьоґунатом Токугава, який запровадив політику зовнішнього ізоляціонізму. Даний період закінчився в 1854 році, коли флот США примусив Японію відкритись Заходу, що призвело до падіння сьоґунату та відновлення імперської влади в 1868 році. У результаті періоду Мейджі, Японія прийняла уряд західного типу і розпочала програму швидкої індустріалізації та модернізації. У 1937 році Японська Імперія вторглась до Китаю, розпочавши тим самим другу японсько-китайську війну; у 1941 році Японія вступила до Другої світової війни на стороні країн Осі. Потерпівши низку серйозних поразок у Тихоокеанському театрі та переживши два атомні вибухи, Японія капітулювала перед союзниками в 1945 році, потрапивши під семирічну окупацію та ухваливши післявоєнну конституцію. Відтоді Японія дотримується моделі унітарної парламентської конституційної монархії з імператором в ролі глави держави та обраним законодавчим органом, відомим як Коккай.
Нині Японія є членом численних міжнародних організацій, серед яких Організація Об'єднаних Націй, Організація економічного співробітництва та розвитку та Велика сімка. Попри те, що країна офіційно відмовилася від свого права оголосити війну, Японія підтримує сучасні збройні сили з метою миротворчої діяльності та самооборони, які посідають четверте місце у світі. Станом на 2019 рік, економіка країни є третьою за величиною номінального ВВП у світі та четвертою за величиною за паритету купівельної спроможності. Японія посідає «дуже високе» місце в індексі людського розвитку; її громадяни користуються високими якістю вищої освіти та найдовшою тривалістю життя у світі, хоча зараз її населення зазнає прогнозованого зниження. У культурному плані, Японія славиться своїм мистецтвом, кухнею, музикою та популярною культурою, яка охоплює відомі галузі коміксів, анімації та відеоігор.

## Загальні відомості
Японія — острівна країна, розташована на східному узбережжі Азії, у північно-західній частині Тихого океану. Зі сходу і півдня її омиває Тихий океан, з заходу — води Японського та Східно-Китайського морів, а з півночі — Охотське море. Японський архіпелаг простягнувся дугою з північного сходу на південний захід і налічує чотири великих острови Хоккайдо, Хонсю, Сікоку та Кюсю, які становлять 97 % поверхні суходолу і 6848 менших островів. Країна лежить у зоні помірного кліматичного поясу. Її найвіддаленішою точкою на сході є острів Мінамі-Торі села Оґасавара метрополії Токіо (153°59' східної довготи), на заході — містечко Йонаґуні префектури Окінава (122°56' східної довготи), на півдні — острів Окіношіма села Оґасавара метрополії Токіо (20°25' північної широти), а на півночі — острів Бентен міста Вакканай префектури Хоккайдо (45°31' північної широти). Площа Японії становить 377 929,99 км².
Більша частина Японських островів укрита горами, серед яких багато вулканів. Найвища з них — гора Фуджі (3776 м над рівнем моря).
Результати археологічних досліджень доводять, що люди заселили Японський архіпелаг у добу пізнього палеоліту. Перші писемні згадки про Японію з'являються у китайських історичних хроніках 1 століття по Р. Х. В цілому, історія Японії демонструє динамічні зміни двох парадигм, за якими розвивалася країна — активні відносини із зовнішнім світом та ізоляція від нього. Такі зміни зумовили формування самобутньої японської культури.
Згідно з конституцією, Японія є унітарною конституційною монархією. Главою держави є імператор, але виконавча влада в країні зосереджена в руках прем'єр-міністра. Законодавча влада належить Парламенту, який є одним із найстарших демократичних інститутів Азії. Оскільки Японія була першою країною світу, яка пізнала жах ядерної війни, її нинішній уряд сприяє боротьбі за мир і руху роззброєння.
Японія є третьою за величиною економічною державою світу. Вона посідає 6-те місце за обсягами імпорту та експорту товарів і є членом «Великої сімки».
Японія посідає 10-те місце у світі за чисельністю населення, яке становить близько 127 мільйонів осіб. Столиця країни, Токіо, нараховує понад 8 мільйонів мешканців (агломерація нараховує понад 30 мільйонів мешканців і є найбільшою у світі).

## Назва

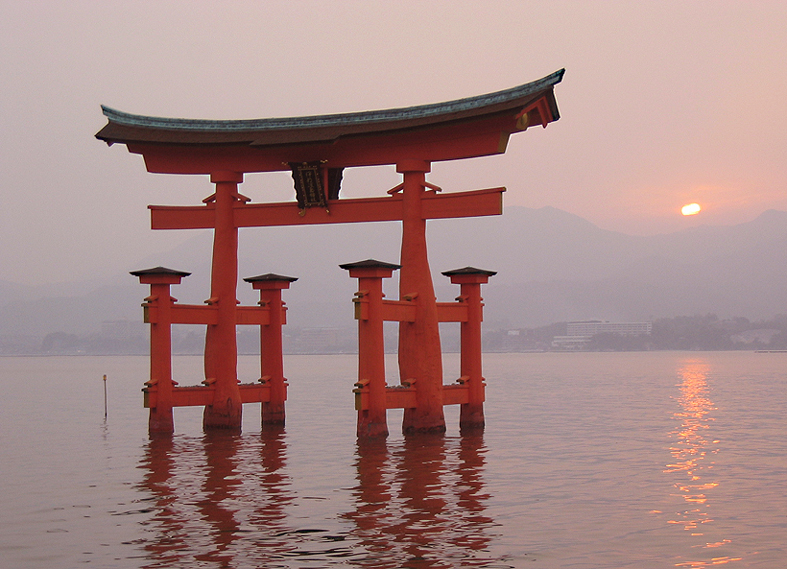
Слово «Японія» означає «Країна, де сходить сонце» (Святилище Іцукусіма, Хацукаїті, Префектура Хіросіма)

У доісторичну епоху Японію називали Тойо-Ашіхара-Мідзухо-но-куні — «Багата країна очеретяних рівнин і водянистих рисових колосків» та Ашіхара-но-Накацу-куні — «Центральна країна очеретяних рівнин». Ці назви зустрічаються в стародавніх японських хроніках «Записи про справи давнини» та «Аннали Японії», найбільших зібраннях японських міфів та легенд.
З 4 століття Японію називали Ямато, за назвою давньояпонської держави, яка контролювала більшу частину Японського архіпелагу. Ця держава мала дипломатичні відносини з Китаєм, де її зневажливо іменували Во — «край карликів». Під впливом сусідів стародавні японці вживали на письмі для позначення власної країни китайський ієрогліф «карлик», але читали його на свій лад — «Ямато».
Близько 7 століття принизливу назву змінили на нову, що вказувала на східне розташування Японії. Її записували трьома ієрогліфами — «Країна, де сходить сонце». У 8 столітті цей запис спростили на «Основа сонця». Початково обидва ієрогліфічні сполучення читали як «Ямато», проте згодом стали вимовляти на китайський лад — Ніппон. З 10 століття слово «Ніппон» перетворилося на основне, яким позначали Японію як усередині країни, так і за кордоном.
У 13 столітті венеційський мандрівник Марко Поло поширив у Європі китаїзований варіант японського слова «Ніппон» — Cipangu. У французькій, іспанській та португальській мовах воно трансформувалося у Japon та, за їх посередництва, потрапило до української мови, перетворившись на Японію.
З кінця 19 століття в Японії широко вживалося альтернативне прочитання слова «Ніппон» — Ніхон. У березні 1934 року, за ініціативи Міністерства культури Японії, японський уряд визнав таке прочитання помилковим, закріпивши за «Ніппон» офіційний статус. У чинній Конституції Японії від 1947 року формальною назвою країни визнано Ніппон-коку — «Японська держава». Попри це, слово «Ніхон» і далі вживається в Японії на офіційному і побутовому рівнях.

## Географія

Японія у Східній Азії

Японія — це острівна країна, розташована вздовж тихоокеанського узбережжя Східної Азії. Основні острови — Хоккайдо, Хонсю, Шікоку і Кюшю. Острови Рюкю (Окінава) лежать на 600 км південніше острова Кюсю. У цілому, Японський архіпелаг складається приблизно з 3000 малих островів. Острів Сахалін є частиною японського архіпелагу, але нині контролюється Росією. Японське та айнське населення було депортовано на Хоккайдо, міста на острові перейменовано, японську архітектуру знищено.
Японія посідає 19 місце за щільністю населення у світі. 70—80 % поверхні островів вкривають ліси та гори, непридатні для сільського господарства, промисловості чи мешкання через часті тайфуни, зсуви та землетруси. Більшість населення сконцентровано у прибережних зонах та на рівнинах.
Розташування Японії на стику трьох тектонічних плит Тихого океану є причиною частих землетрусів і підвищеної вулканічної активності на архіпелазі. Найвищою горою-вулканом країни є гора Фудзі, висота якої становить 3776 м. Останні найбільші землетруси сталися 1995 (землетрус в Кобе), 2004 (землетрус в Ніїґаті), а також 2011 років. Існує багато гейзерів і гарячих природних ванн онсен, які використовують для відпочинку.

### Клімат
Японські острови, які простягаються з півночі на південь, лежать у шести кліматичних зонах.
- Зона Хоккайдо 
Найпівнічніший регіон помірного клімату з холодними зимами та прохолодним літом. Опади не часті, але взимку острови вкрито глибоким снігом.
- Зона Японського моря 
Західне узбережжя острова Хонсю є місцем частих і сильних опадів, особливо взимку. Влітку прохолодно, хоча інколи, завдяки вітру Фен, буває надзвичайно спекотно.
- Зона Центральногірська
Типовий континентальний клімат зі значними коливаннями температури взимку і влітку, вночі та вдень. Опади помірні.
- Зона Внутрішнього Японського моря
Гори Чюґоку і Шікоку перешкоджають сезонним вітрам, забезпечуючи порівняно теплу погоду впродовж цілого року. Клімат середземноморський.
- Зона Тихого океану
Східне узбережжя японського архіпелагу характеризується холодними зимами з невеликою кількістю снігопадів, та спекотним і вологим літом завдяки південно-східним вітрам.
- Зона Південних островів
Острови Рюкю лежать у субтропічному кліматичному поясі, де зима і літо теплі. Опади дуже значні, особливо влітку. Частими є тайфуни.

Сезон дощів починається у травні на Окінаві та закінчується наприкінці липня на Хоккайдо, проносячи дощовий фронт уздовж усього архіпелагу на північ. У центральних областях Японії сезон триває впродовж декількох тижнів, починаючи з середини червня. Наприкінці літа та на початку осені тайфуни приносять сильні дощі.

### Флора і фауна
Японія має багату флору і фауну. Їхні особливості обумовлено відносною ізоляцією Японського архіпелагу від Азійського континенту та протяжністю архіпелагу з півночі на південь. За даними Союзу біологічної систематики Японії, станом на 2003 у країні налічувалося понад 600 видів бактерій, 6200　видів найпростіших, 9300 видів рослин, близько 13 тисяч видів грибів та понад 60 тисяч видів тварин. Значна їх частка є ендемічними та реліктовими видами, які за межами Японії не зустрічаються.
Представників фауни Японії класифікують за двома регіонами — палеоарктичним та індомалайським. До першого входять території Хоккайдо, Хонсю, Сікоку та Кюсю, а до другого — Рюкю та південні острови.

## Історія

### Стародавність

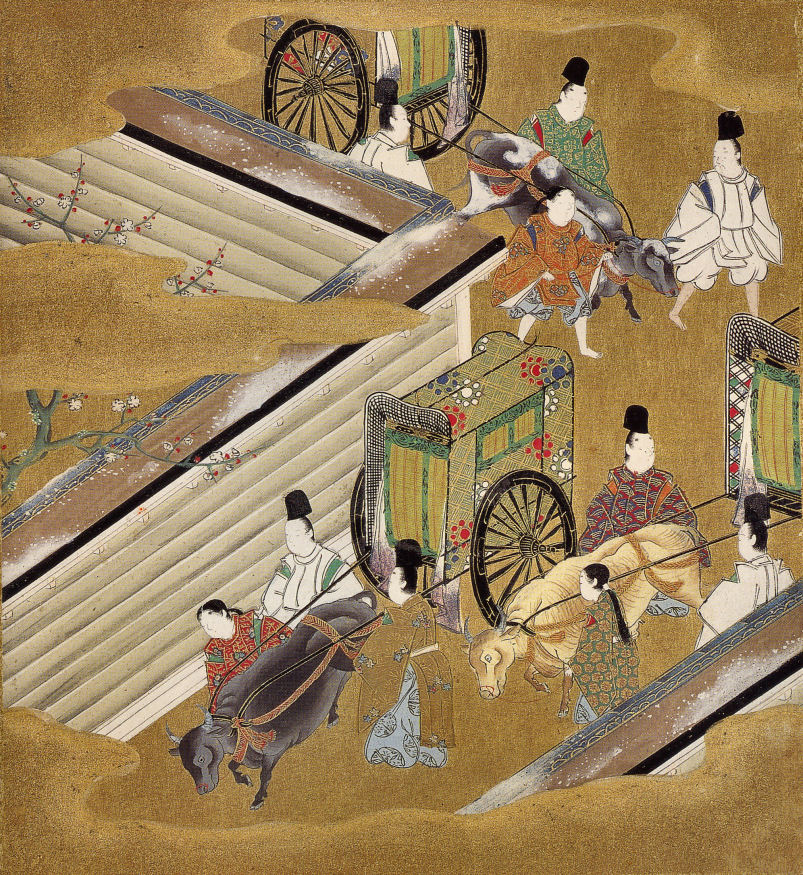
Японські аристократи XI століття

Перші люди заселили територію сучасної Японії в пізньому палеоліті. 13 тисяч років тому на Японських островах виникла неолітична культура Джьомон, носії якої були мисливцями-збирачами та творцями «пламенистої» декоративної кераміки. З настанням доби Яйой (900 до Р.Х. — 300) в Японії поширилися поливне рисівництво і техніка обробки металів, які принесли з собою переселенці з Маньчжурії та Кореї. У 3 столітті нашої ери в китайських хроніках «Пізня хроніка Хань» та «Записи Вей» з'являються перші згадки про державні утворення стародавніх японців на Японському архіпелазі. Серед цих держав найбільшою була країна Яматай, на чолі з шаманкою Хіміко.
Період Ямато, який тривав з 3 по 8 ст. ознаменувався виникненням і розвитком державного утворення на чолі з «кімі» (імператором) у регіоні Ямато (префектура Нара). У першій половині цього періоду на архіпелазі з'являється культура курганів кофун, поширення якої засвідчує межі впливу імператорського двору Ямато на місцеву знать.
У період Асука, у середині 6 століття, з Корейського півострова до Японії потрапляють континентальні наукові знання і буддизм. Їх поширенню сприяв принц-регент Сьотоку. На основі буддистського вчення він склав так звану «Конституцію сімнадцяти статей».
Після перевороту Тайка у 645 р., нове керівництво Японії провело ряд реформ, які перебудували державний лад і адміністрацію на зразок китайської імперії Тан, утворивши тим самим японську «правову державу» ріцурьо-кокка. Столиця країни була перенесена до міста Нара.
У період Нара за японським монархом закріпився титул «тенно» (імператор), а за державою — назва «країна Вранішнього Сонця» (日本 — Японія). У цей час було складено основні історичні хроніки Кодзікі та Ніхон сьокі, у яких «доводилося» божественне походження імператора від богині сонця Аматерасу.
З перенесенням столиці країни до міста Хейан (суч. Кіото) починається нова епоха, яка тривала з 794 до 1185 рр. Ця доба позначилася тотальною політичною диктатурою регентів і радників з аристократичного роду Фудзівара. Період Хей'ан був часом започаткування японськомовної літератури, зразком якої є «Оповідання про Ґенджі», що було складене придворною фрейліною Мурасакі Сікібу. Кінець періоду ознаменувався економічним занепадом аристократії та виходом на політичну арену нового суспільного стану — самураїв.

### Середньовіччя

Самурайський бій

Поява самураїв поклала початок боротьбі за перерозподіл влади, яка здавна належала аристократам. Першими самурайськими диктаторами стали представники роду Тайра, який 1185 року було повалено зусиллями родини Мінамото. Останні, на чолі з Мінамото но Йорітомо, заснували перший самурайський уряд — сьогунат у місті Камакура. Цей уряд спромігся відбити монгольські навали 1274 і 1281 років, але занепав через невдалу внутрішню політику.
Другим самурайським урядом був сьоґунат Муроматі, заснований 1338 року Ашікаґою Такауджі. Його нащадкам не вдалося створити ефективний централізований апарат, що стало причиною поступового розпаду Японії на регіональні протодержавні утворення провінційних володарів. Війна Онін (1467—1477) прискорила децентралізацію країни. Доба самурайських міжусобиць дістала назву період «воюючих країн».
Покласти край безвладдю в Японії спромоглися троє полководців — Ода Нобунаґа, Тойотомі Хідейоші та Токуґава Ієясу. Перший, за допомогою європейської зброї, ліквідував 1573 року сьогунат Муромачі. Другий об'єднав країну, але не зміг передати владу своїм нащадкам. Третій спромігся знищити усіх відкритих опонентів і заснував 1603 року третій і останній сьоґунат у місті Едо, сучасному Токіо.
Із заснуванням нового сьогунату розпочався період Едо. Центральна влада країни, вбачаючи небезпеку у християнстві розірвала усі зв'язки із Західним світом і здійснювала політику сакоку (ізоляції країни від Європи). Винятком були Нідерланди, які отримали дозвіл на торгівлю у порту Деджіма у місті Нагасакі.
Ця доба ознаменувалася відсутністю внутрішніх воєн, стрімким розвитком економіки та «японізацією» іноземних запозичень. Були записані самурайські кодекси честі бусідо та закладено основи японської національної філософії та науки кокугаку. Поширення писемності, спільні культурні риси, відносна централізація влади та тривалий мир у країні сформували основи сучасної політичної японської нації.

### Новий і новітній час

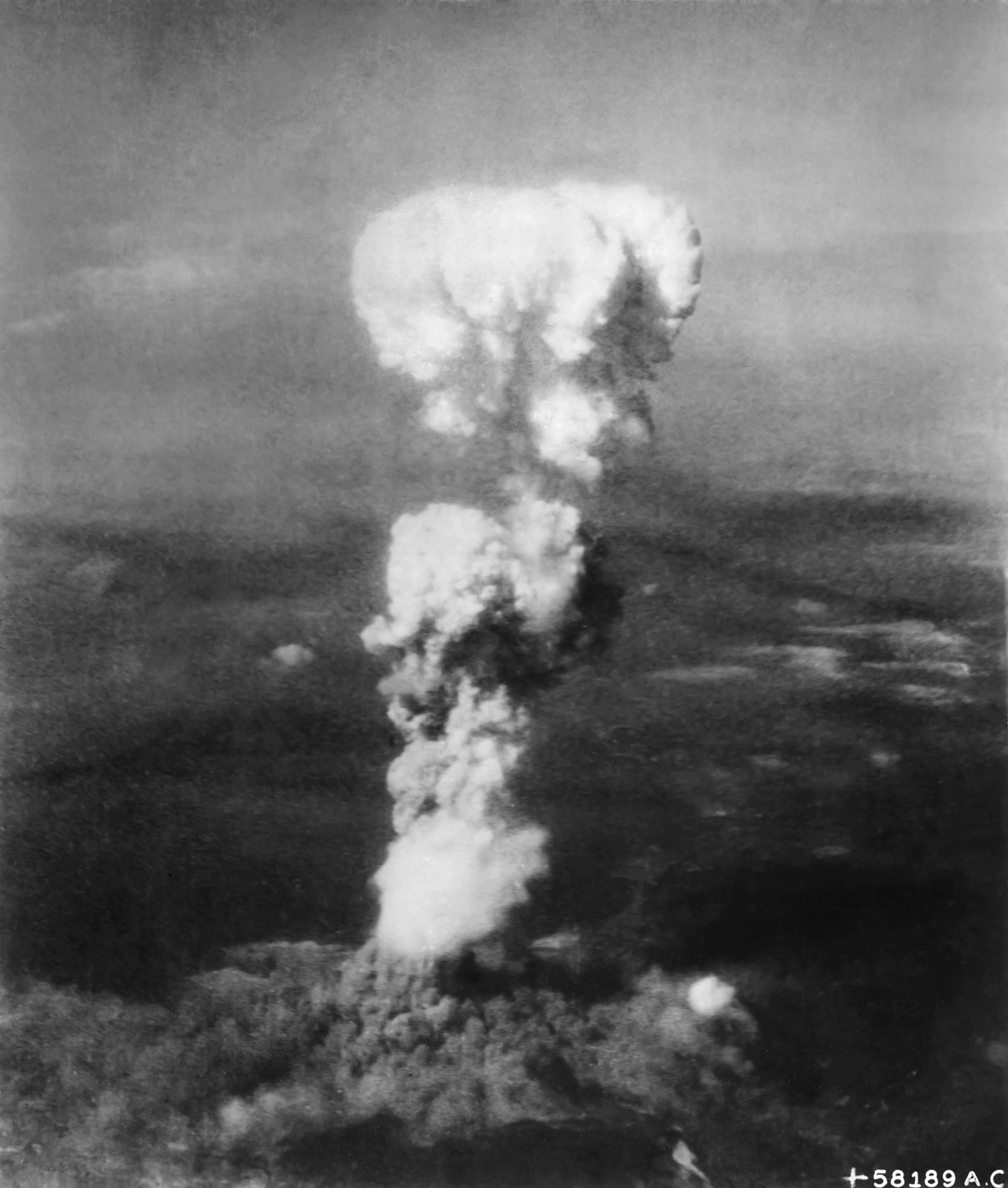
Атомне бомбардування американцями міста Хіросіма, 6 серпня 1945 року

1854 року, під тиском американської ескадри американського комодора Меттью Перрі, японський уряд був змушений відкрити країну для Заходу. Під час реставрації Мейдзі 1868 року було ліквідовано сьогунат і встановлено уряд на чолі з Імператором. Громадянська війна Босін (1868–1869) ліквідувала самурайську опозицію прибічників, забезпечила єдиновладдя Імператорського уряду і сприяла вестернізації країни. Японія була перетворена на парламентську монархію британського типу.
Реформи періоду Мейдзі допомогли країні стати поряд із найсильнішими країнами Європи та США, та вступити у перегони озброєнь та боротьбу за здобуття колоній. Перемоги у першій японсько-китайській війні (1894–1895) та японо-російській війні (1904–1905) забезпечили домінування Японії у Східноазійському регіоні. На 1910 році японці контролювали Корею, Тайвань та південь Сахаліну. Наступного року було скасовано нерівноправні договори із країнами Заходу.
Початок 20 ст. ознаменувався встановленням «демократії Тайсьо». Японія вступила у першу світову війну на боці країн Антанти, що дало змогу посилити позиції країни в тихо-азійському регіоні. 1920 року Японія приєдналася до Ліги Націй, але вийшла з неї через 13 років внаслідок окупації Маньчжурії. 1936 року Японія підписала Антикомінтернівський пакт з Німеччиною, а 1940 року приєдналася до країн Осі.
1937 року Японія розпочала другу японсько-китайську війну. Превентивний напад на США 1941 року втягнув країну до другої світової війни, яка завершилася для Японії поразкою. У серпні 1945 року США здійснили ядерне бомбардування міст Хіросіми та Нагасакі, а 2 вересня країна капітулювала.
Кінець війни ознаменувався окупацією Японії силами союзників — США та СРСР. 1947 року, під тиском окупаційної американської влади було ухвалено Конституцію Японії, яка проголошувала принципи демократії, пацифізму та міжнародного співробітництва. 1951 року уряд Японії підписав із США договір про мир та безпеку, вступивши до холодної війни на боці західних держав. Окупація основних островів архіпелагу американцями тривала до 1952. 1972 року США передали Японії її колишні володіння на о. Окінава. Водночас, СРСР відмовився передавати Японії Курильські острови та південну частину о. Сахалін.
За допомоги США Японія змогла відбудувати свою економіку, яка з середини 1960-х років посідає друге місце у світі за темпами зростання. У 1990-х роках країна увійшла до економічної кризи, з якої почала поступово виходити з середини 2000-х років.

## Політика

### Державний устрій

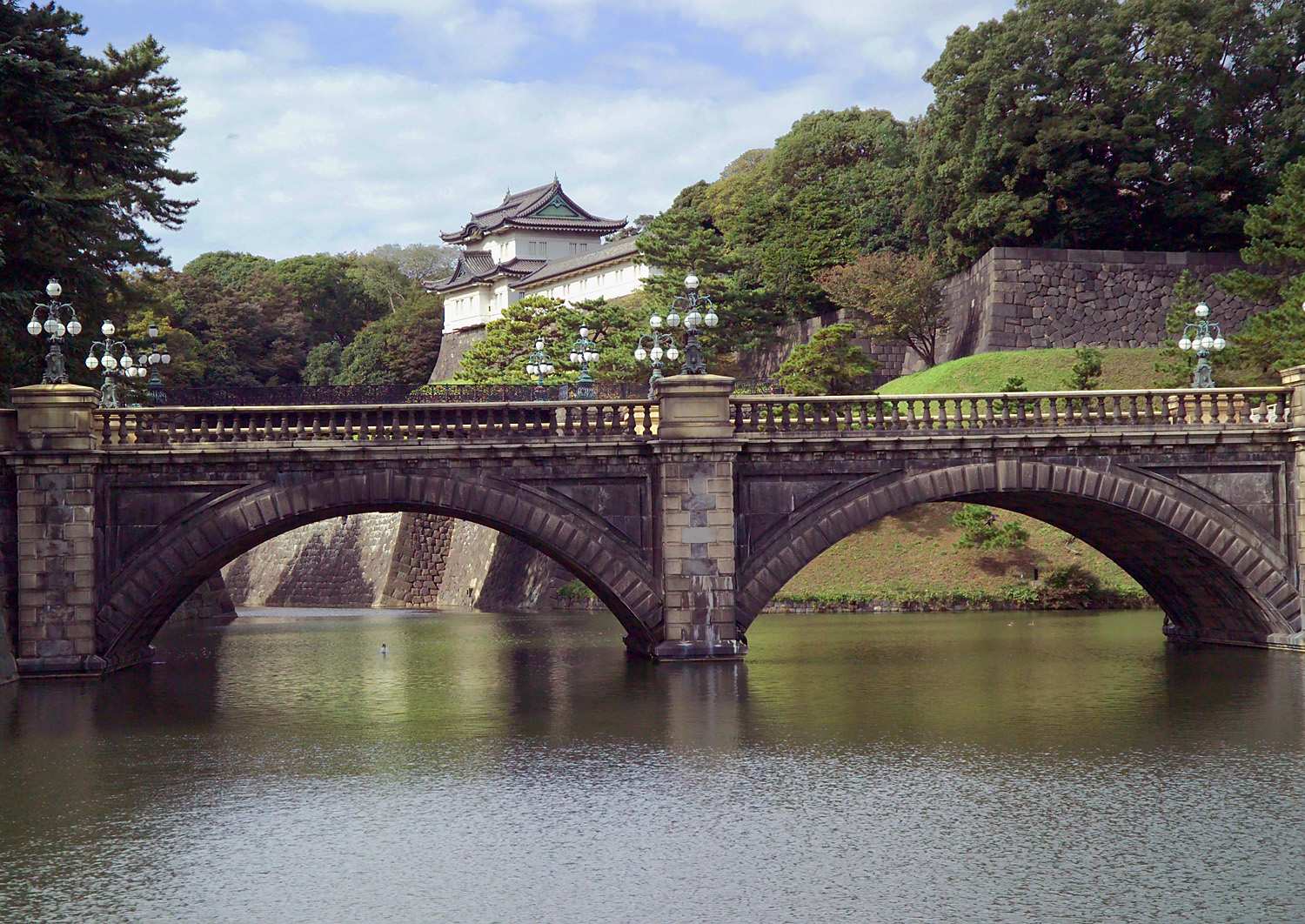
Парадний кам'яний міст Токійського Імператорського палацу

Японія є унітарною демократичною національною державою з парламентською конституційною монархією. На формуванні цілісної системи в цьому форматі позначилась ментальна складова східного народу. Релігійні вірування, культурно-історичний багаж японського народу сприяли формування сучасної інституційно-розвинутої конституційної монархії, з усіма елементами політично розвинутого демократичного врядування.
Її основний закон — Конституція 1947 року, ухвалено під тиском США після поразки країни в Другій світовій війні. Він базується на недоторканності прав людини, принципах пацифізму та визнанні японської нації носієм державного суверенітету. За Конституцією влада в Японії поділяється на три гілки — законодавчу, виконавчу і судову. Першу представлено Парламентом, другу — Кабінетом міністрів і місцевими органами виконавчої влади, третю — Верховним і регіональними судами. Місцеві громади різних рівнів мають широкі права самоврядування. Основний закон передбачає відмову Японії від війни як засобу розв'язання міжнародних проблем та відсутність інституту збройних сил.
Формальним головою держави є Імператор Японії, символ державності та національної єдності. Він позбавлений права керувати країною й виконує лише церемоніальні функції. Чинним Імператором країни є Його Величність Імператор Нарухіто. Відповідно до конституції, імператор є символом держави і єдності народу, його статус визначається волею всього народу, якому належить суверенна влада. Монарх не може впливати на прийняття та реалізацію законів. Народ здійснює свою владу через демократично обраний парламент і сформовані ним та відповідальні перед ним органи виконавчої влади.

Фактичним головою держави виступає прем'єр-міністр, голова Кабінету міністрів. З 4 жовтня 2021 року цю посаду обіймає Кішіда Фуміо.

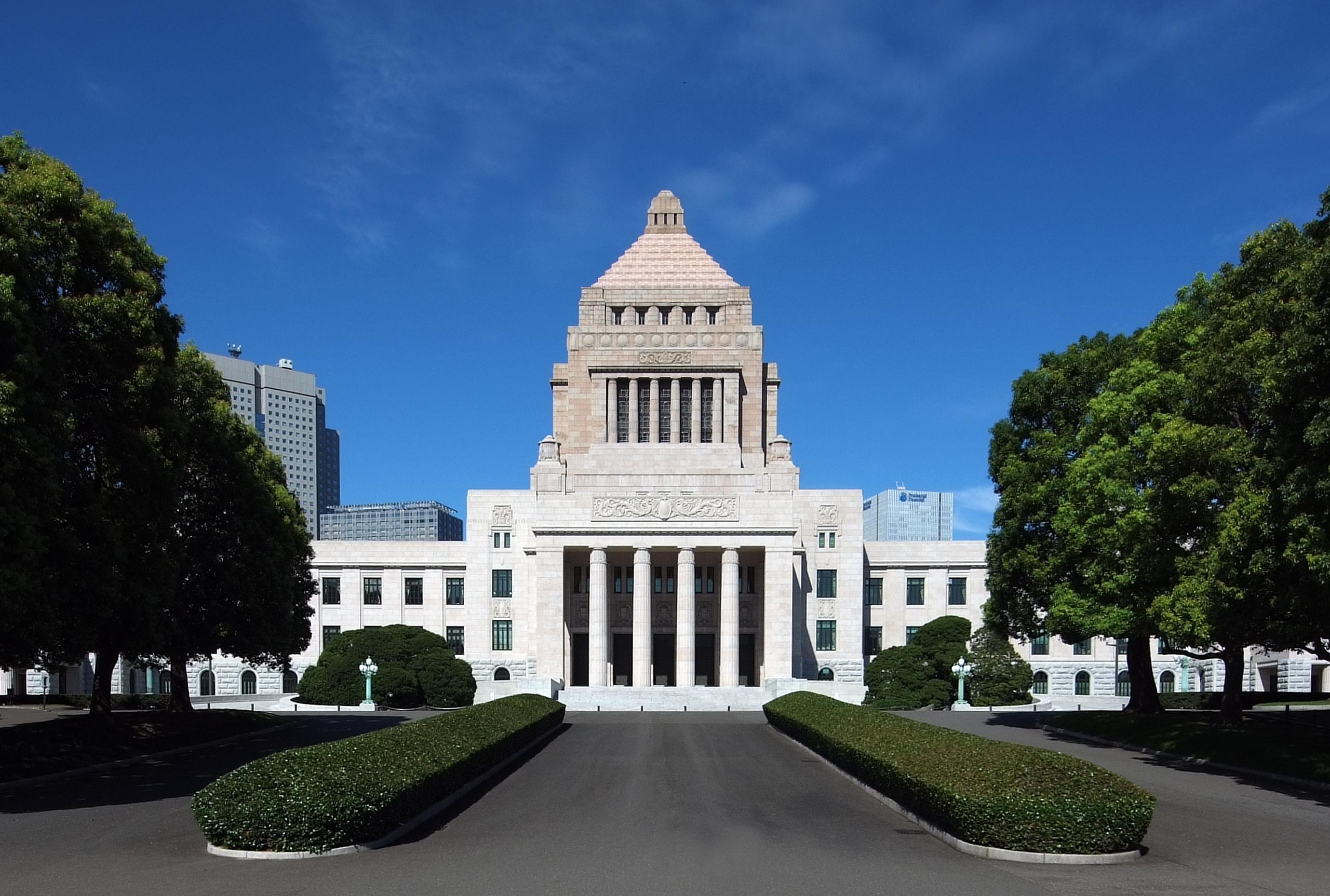
Будинок Парламенту Японії

Найвищим органом державної влади є двопалатний Парламент, найстаріший в Азії. Він складається з нижньої Палати представників і верхньої Палати радників. Перша формується з 500 депутатів. З них 300 депутатів обираються з 300 малих виборчих округів, на які поділяється вся країна, а ще 200 депутатів — з 11 великих виборчих округів, пропорційно числу голосів, набраних кожною політичною партією, які обираються на 4 роки; друга — з 242 депутатів, які обираються на 6 років. Парламент зобов'язаний приймати закони та бюджет країни. Він обирає прем'єр-міністра, надає уряду вотум довіри й позбавляє його довіри, звільняє некомпетентних суддів. Керівною партією в Парламенті є Ліберал-демократична партія. Основна опозиційна парламентська сила — Конституційно-демократична партія. Обидві партії є послідовниками поміркованого лібералізму.
Оскільки прийнята двопалатна система, бувають випадки, коли думки у двох палатах розходяться. Тому Конституцією визначено, що Палата представників має перевагу в прийнятті рішень, як, наприклад, винесення резолюції по законопроєктах, бюджету, або призначення прем'єр-міністра. Підставою для цього вважається те, що палата представників тісніше пов'язана з народом. У Парламенті є декілька допоміжних органів, які підтримують його діяльність. Державна парламентська бібліотека є одним із цих органів, вона надає парламенту такі послуги, як оцінка законопроєкту, експертиза законодавства, експертиза правової системи. Палата радників за задумом творців Конституції повинна відігравати роль стабілізувального фактора, стримуючи та нівелюючи коливання політичного курсу в нижній палаті.
Виконавча влада належить кабінету міністрів. Кабінет міністрів покликаний керувати державою. Він виконує закони та бюджет, ухвалені Парламентом. Кабінет складається з профільних міністерств і адміністрацій. Усі міністри є цивільними особами, половина з яких має бути членами Парламенту. Прем'єр-міністр, голова Кабінету, має права розпуску Палати представників, призначення міністрів і суддів. Кабінет міністрів виконує такі функції: загальне ведення державних справ (виконання загальних, адміністративних справ); сумлінне проведення в життя законів і скоординоване виконання державних справ, проведення зовнішньої політики; укладання міжнародних договорів; організація і керівництво державною службою (виконання формальностей, пов'язаних із державними службовцями); складання бюджету і подання його парламенту, прийняття постанов (видання урядових указів); прийняття рішення про амністію; надання порад імператору і схвалення його дій, що належать до справ держави; висунення голови Верховного суду і призначення інших суддів; розпуск палати голів.
Судова влада Японії є незалежною від законодавчої та виконавчої. Її представляють суди двох рівнів: Верховний суд Японії та суди нижчої інстанції — вищі, районні, сімейні та дисциплінарні. Верховний суд має право конституційного контролю. Судочинство здійснюється на основі «Шести кодексів» — збірки усіх головних законів країни. Воно поділяється на цивільне і кримінальне.
Адміністративний апарат країни має систематичну структуру і складається з органів виконавчої влади, що здійснюють певну уповноважену діяльність під загальним контролем кабінету міністрів. Відповідно до Закону «Про структуру державного адміністративного апарату», органи виконавчої влади центрального уряду включають канцелярію, прем'єр-міністра, міністерства, поради й управління та організаційну структуру, сфера діяльності яких визначена законодавством. Закони встановлюються Парламентом. Це означає, що кабінет міністрів не може змінити цю структуру на свій розсуд.

### Національна безпека

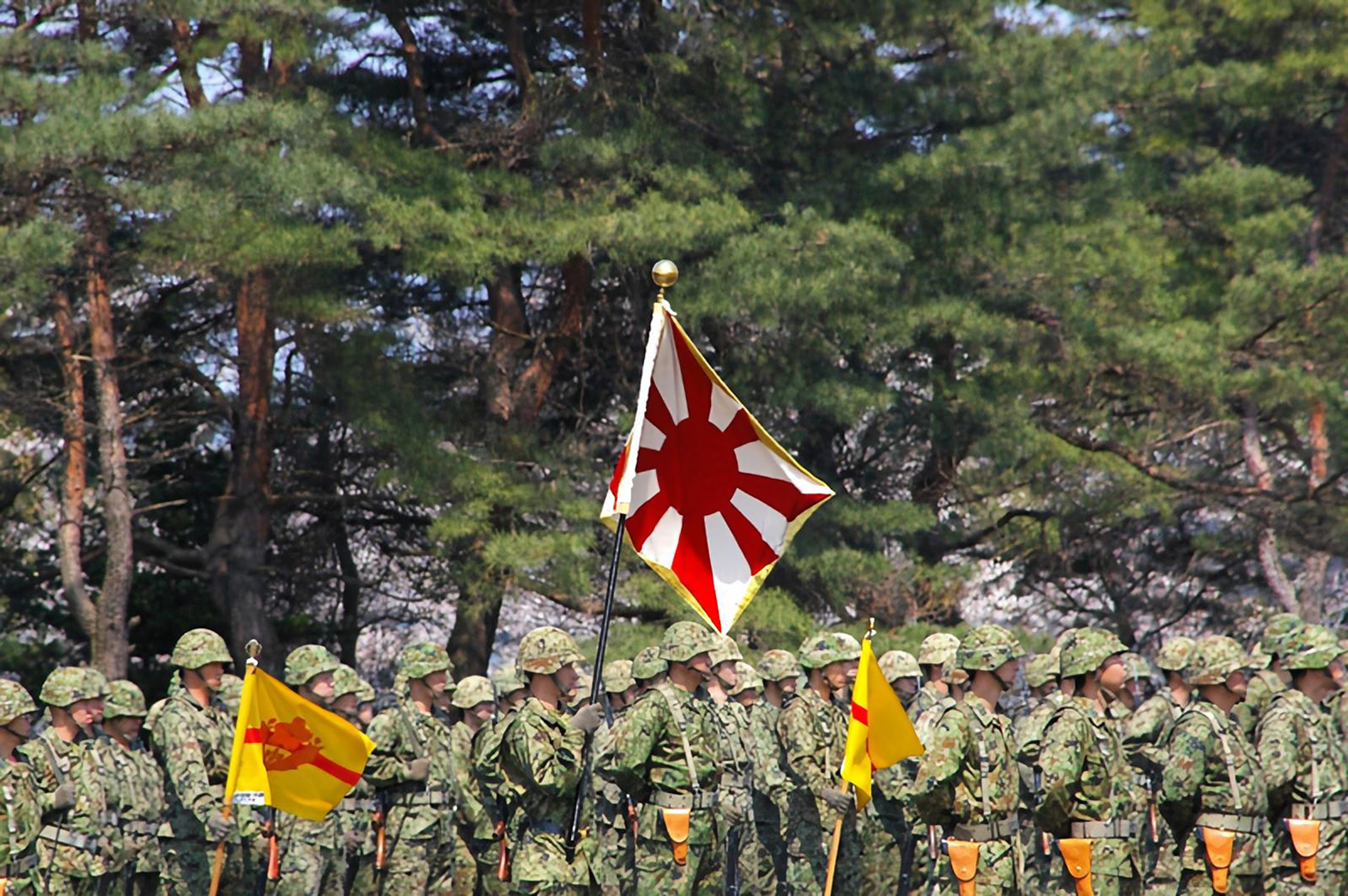
Японські СС на параді

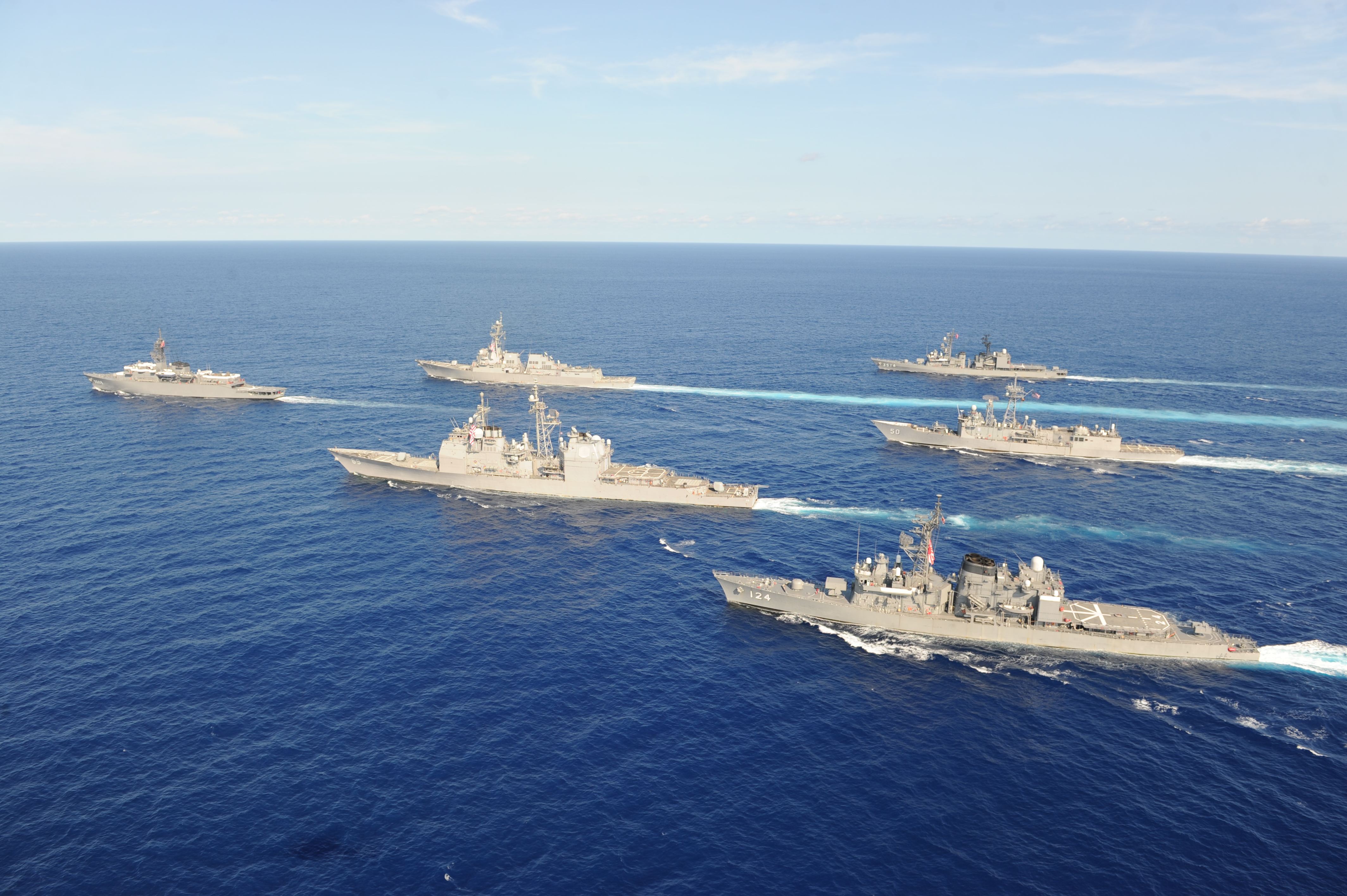
Японські кораблі на навчаннях

Згідно з Конституцією японська держава не має збройних сил. Замість них у країні діє державна організація Сил самооборони Японії (СС). Політику національної безпеки визначає Міністерство оборони Японії. Головнокомандувачем усіх воєнізованих формувань вважається прем'єр-міністр. За рішенням японського уряду витрати Японії на оборону не перевищують 1 % щорічного ВВП країни. Зокрема, в 1997 році загальна сума витрат становила 4,9 трильйона єн. З них близько 800 мільярдів було витрачено на закупівлю озброєння і 160 мільярдів на дослідження та розробки у військовій сфері.
Сили Самооборони складаються з трьох компонентів — сухопутних, морських та повітряних сил. В офіційних внутрішніх і міжнародних документах ця організація не називається військом, хоча має всі ознаки збройних сил, окрім відповідного статусу. Члени організації називаються державними службовцями, а не військовими. Станом на 30 червня 1997 року сухопутні СС мали в постійному контингенті 180 тисяч осіб і близько 43 тисяч в запасі. Вони поділялися на 5 загальнояпонських округів. До складу сухопутних СС входили 12 звичайних (піхотних) і 1 танкова дивізії, 2 змішані бригади, 4 особливі (артилерійські) групи, 8 високострільних особливих (протиповітряних) груп, 1 десантна бригада, 1 танкова група, 1 вертолітна бригада. На озброєнні сухопутних СС перебувало 1100 танків, 730 бронетранспортерів, 86 протитанкових і протиракетних гармат, 86 протитанкових вертольотів, 489 бойових вертольотів. Морські СС мали в постійному контингенті 45 тисяч осіб і близько 1,1 тисячі в запасі. На озброєнні морських СС перебували 58 ескортних кораблів, тоннажністю 181 тисяча тонн; 16 підводних човнів, тоннажністю 37 тисяч тонн; 156 бойових кораблів, тоннажністю 349 тисяч тонн; 99 патрульних протикорабельних літаків P-3C і 100 патрульних вертольотів. Повітряні СС мали в постійному контингенті 47 тисяч осіб і близько 800 в запасі. На озброєнні повітряних СС перебували 190 літаків-винищувачів F-15, 112 палубних багатоцільових винищувачів F-4EJ, 155 допоміжних та сповіщувальних літаків.
Охороною державних кордонів і захистом японських територіальних вод займається Берегова охорона Японії.

### Міжнародні стосунки

Японки в українських костюмах

Кордони японської держави встановилися на межі нової та новітньої епохи. У середині 19 століття її суверенітет поширювався на всю територію Японського архіпелагу, за винятком південного ванства Рюкю на Окінаві, що перебувало у подвійній васальній залежності від Японії та Китаю. 1879 року японський уряд скасував ванство, перетворивши його на японську префектуру. Північні кордони Японії визначалися японсько-російськими договорами 1854 і 1875 років. Вони визнавали належність японській стороні острова Хоккайдо та усіх Курильських островів. 1895 року, після першої японсько-китайської війни, Японія захопила Тайвань та Пескадорські острови, а 1905 року, в результаті японсько-російської війни, отримала південну частину острова Сахалін та концесії в Маньчжурії. 1910 року вона анексувала Корею, а після Першої світової війни отримала мандат Ліги Націй на керівництво тихоокеанськими островами північніше екватора. Через поразку Японії у Другій світовій війні площа країни, що становила близько 680 тисяч км², скоротилася вдвічі, а Окінава і Курили з південним Сахаліном опинилися під окупацією США та СРСР. 1971 року американці повернули Окінаву японському уряду, однак північні території залишилися під окупацією СРСР. Внутрішні води Японії простягаються на 12 морських миль від японського берега, а морська промислова зона — на 200 морських миль. Країна має невизначений кордон в районі Курильських островів, острова Такешіма та островів Сенкаку.
Японія визнала незалежність України 28 грудня 1991 року та встановила дипломатичні відносини з нею 26 січня 1992 року. 1995 року Україна відкрила своє посольство у Токіо.
27 квітня 2024 року Японія приєдналася до коаліції з повернення українських дітей.

## Адміністративний поділ
Японія складається з 47 префектур. Префектура є найбільшою адміністративною одиницею країни. Органи влади у префектурі представлені виборними радою префектури та префектом (губернатором). За поділом влади ці органи належать до виконавчої гілки, однак за характером діяльності рада може бути віднесена до законодавчого органу. Судова влада представлена префектуральним судом. Задля зручності префектури часто групують у регіони. Ці регіони, склалися історично, вони не мають адміністративного апарату і не є адміністративними одиницями.
Таблиця показує загальноприйнятий поділ префектур з півночі на південь.
| 01. Хоккайдо 02. Аоморі 03. Івате 04. Міяґі 05. Акіта 06. Ямаґата 07. Фукушіма 08. Ібаракі 09. Точіґі 10. Ґумма 11. Сайтама 12. Чіба 13. Токіо 14. Канаґава 15. Ніїґата 16. Тояма | 17. Ішікава 18. Фукуй 19. Яманаші 20. Наґано 21. Ґіфу 22. Шідзуока 23. Айчі 24. Міє 25. Шіґа 26. Кіото 27. Осака 28. Хьоґо 29. Нара 30. Вакаяма 31. Тотторі 32. Шімане | 33. Окаяма 34. Хіросіма 35. Ямаґучі 36. Токушіма 37. Каґава 38. Ехіме 39. Кочі 40. Фукуока 41. Саґа 42. Наґасакі 43. Кумамото 44. Ойта 45. Міядзакі 46. Каґошіма 47. Окінава |

| Регіон   | Префектури                                                            |
| -------- | --------------------------------------------------------------------- |
| Хоккайдо | Хоккайдо                                                              |
| Тохоку   | Акіта, Аоморі, Фукусіма, Івате, Міяґі, Ямаґата                        |
| Канто    | Тіба, Ґумма, Ібаракі, Канаґава, Сайтама, Тотіґі, Токіо                |
| Тюбу     | Айті, Фукуй, Ґіфу, Ісікава, Наґано, Ніїґата, Сідзуока, Тояма, Яманасі |
| Кінкі    | Хіого, Кіото, Міє, Нара, Осака, Сіґа, Вакаяма                         |
| Тюґоку   | Хіросіма, Окаяма, Сімане, Тотторі, Ямаґуті                            |
| Сікоку   | Ехіме, Каґава, Коті, Токусіма                                         |
| Кюсю     | Фукуока, Каґосіма, Кумамото, Міядзакі, Наґасакі, Ойта, Саґа           |

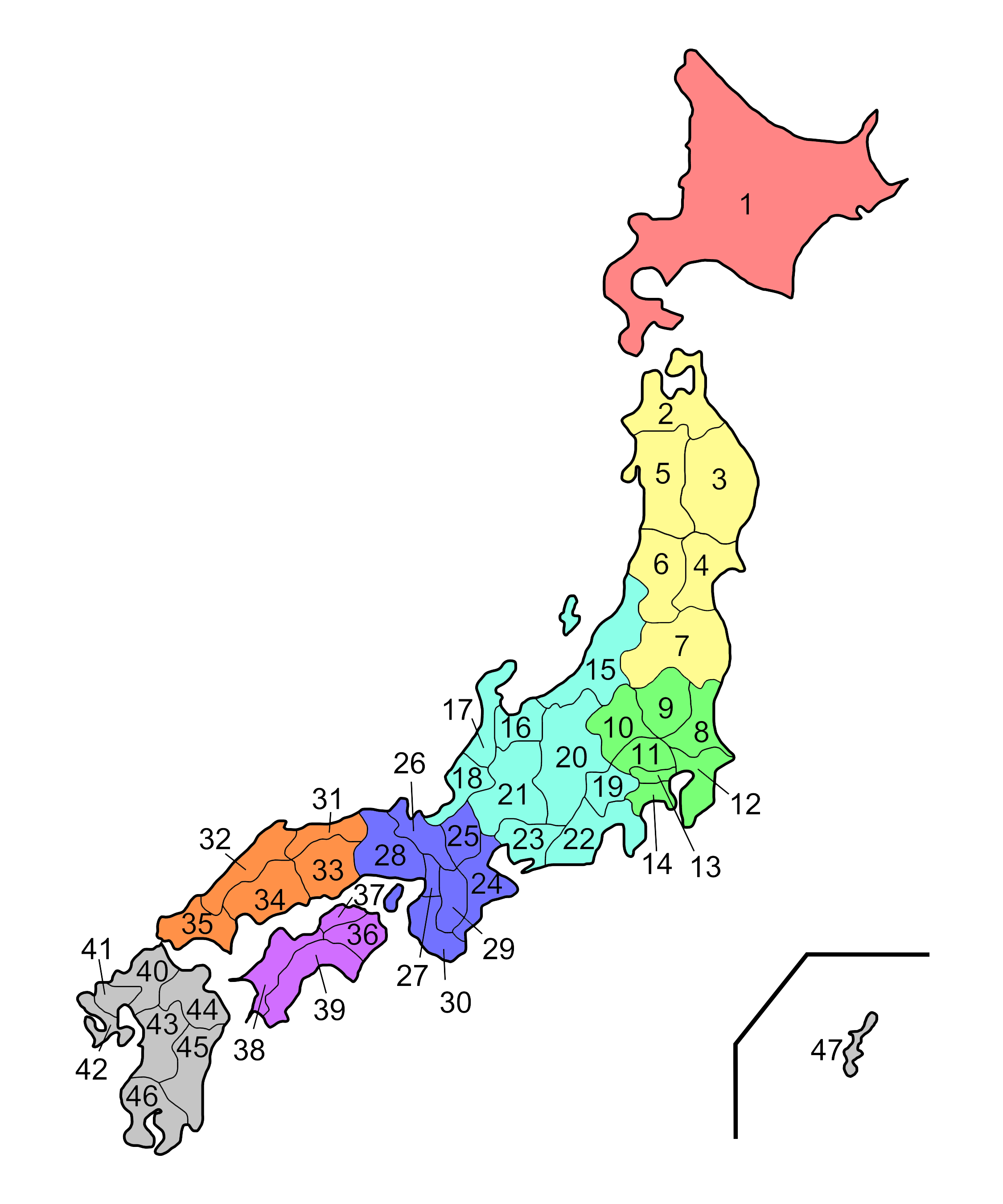
Адміністративний поділ

Префектури поділяються на дрібніші адміністративні одиниці — міста, містечка та села. Особливе місце в адміністративній системі посідає мегаполіс Токіо, який розділено на 23 міста. Щодо цих міст вживається окрема назва — спеціальний район. Решта міст країни поділяються на райони. В усіх містах Японії чиновників обирають.
Наразі у країні відбувається інтенсивний процес адміністративної реорганізації, який спричинив хвилю поглинання багатьох містечок і сіл містами. Цей процес має на меті скоротити адміністративні одиниці нижнього рівня і зменшити адміністративні витрати. Японський уряд планує здійснити у майбутньому адміністративну реформу, якою префектури буде об'єднано у більші адміністративні одиниці.

## Економіка

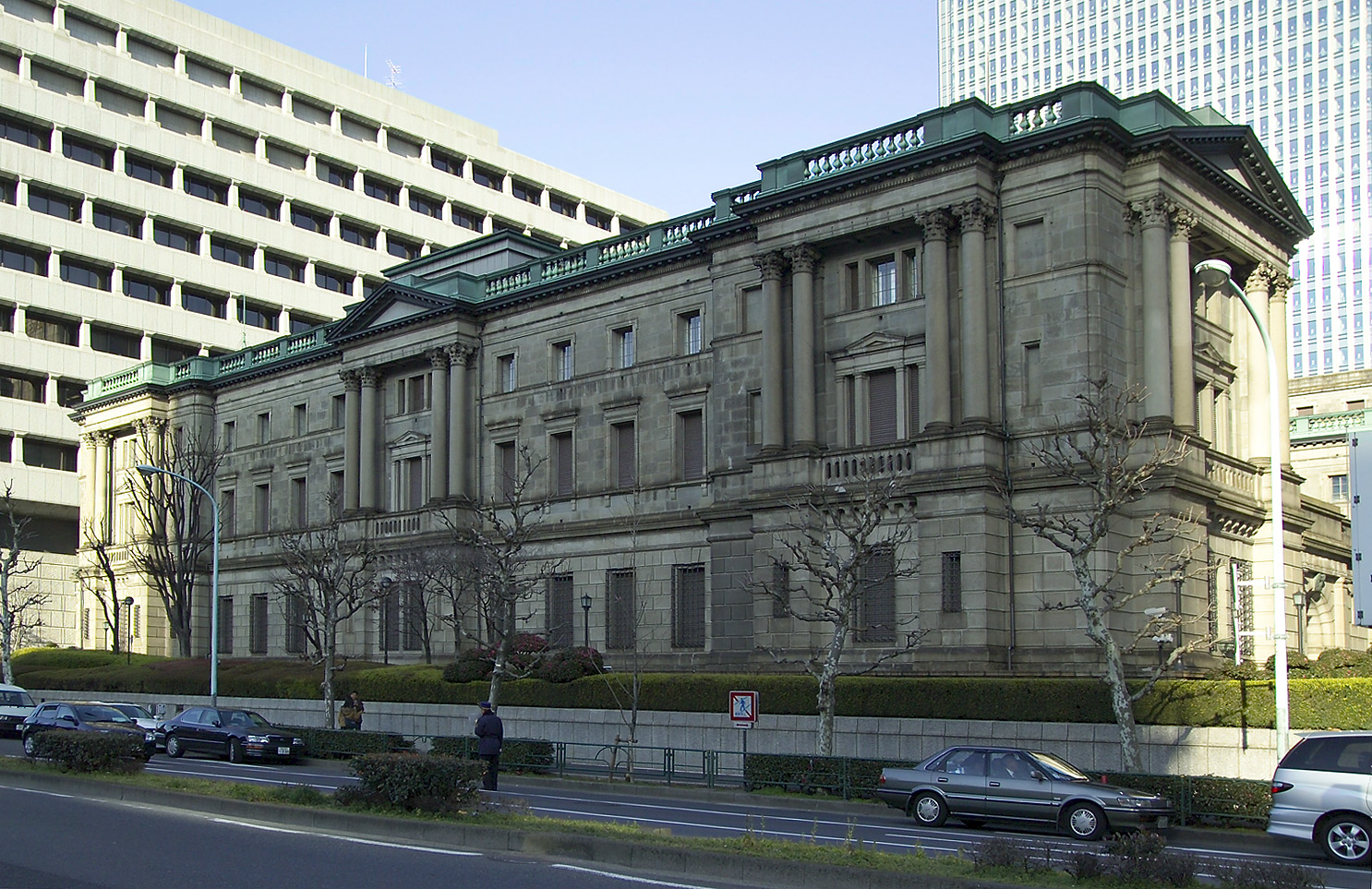
Банк Японії

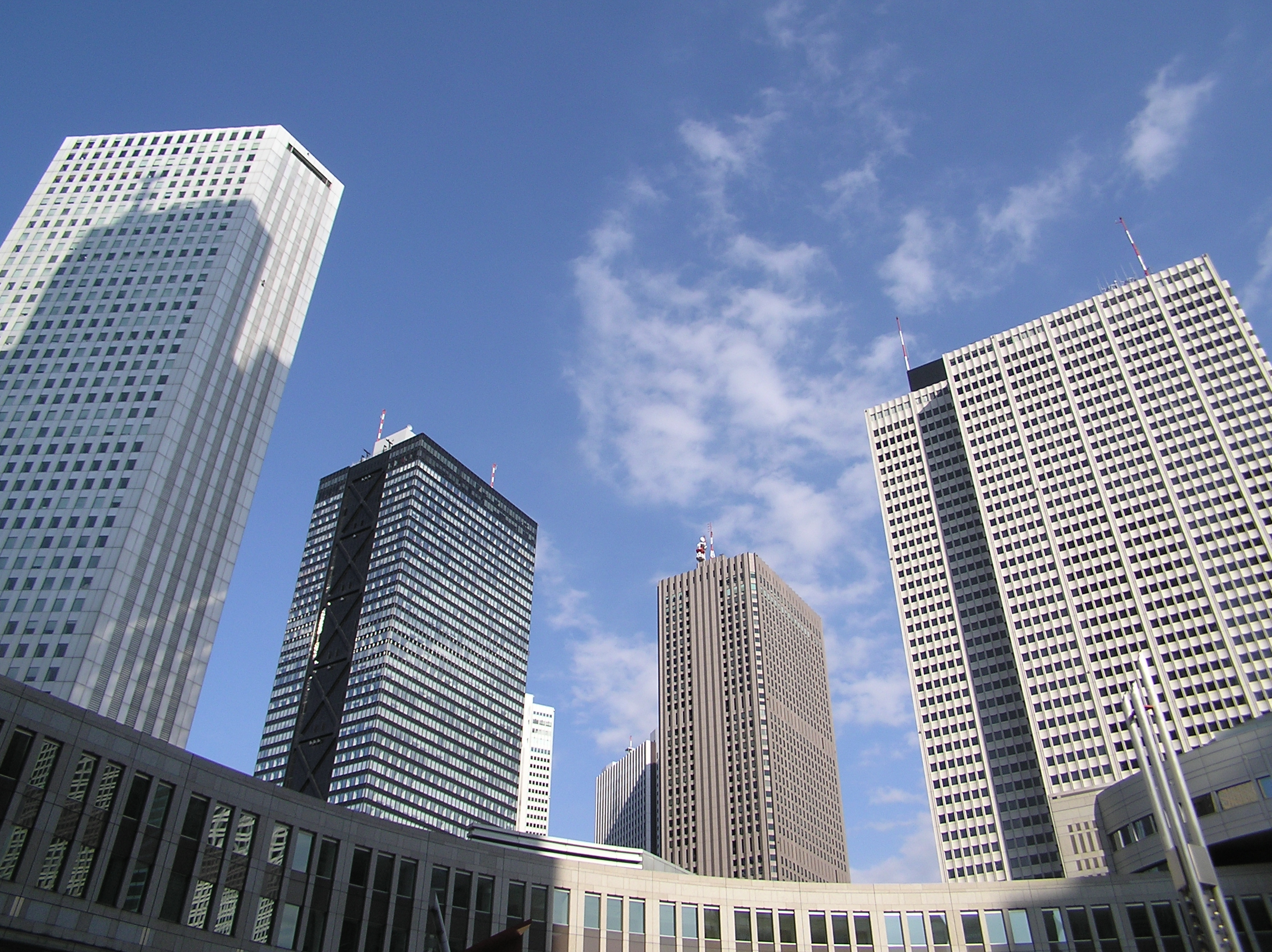
Офіси в Шінджюку, Токіо

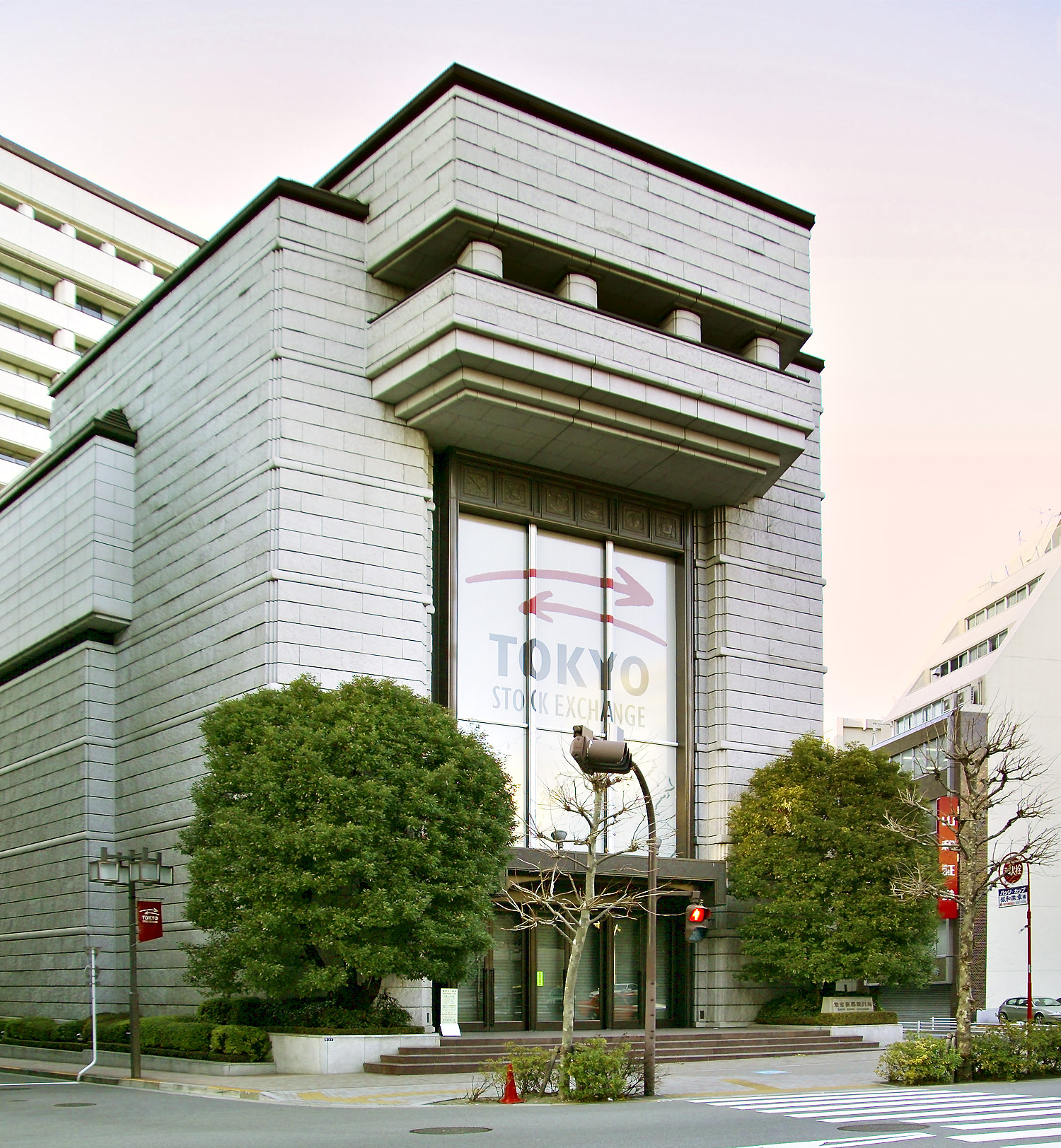
Токійська біржа— друга у світі за розміром біржа, з ринковою капіталізацією у 4 трильйони доларів США

Економіка Японії є однією з найпотужніших у світі. Вона посідає третє місце після США та Китаю за показниками ВВП ($4,123 трильйона у 2015) і третє місце після США і КНР за показниками купівельної спроможності. Японська економіка є однією з найбільших в Азії. Вона дуже залежить від постачань сировинних матеріалів з інших країн через нестачу природних ресурсів.
Співпраця уряду і промисловців, розвинена культура бізнесової етики, розробки високих технологій та порівняно невеликі витрати на оборонні потреби забезпечили стрибкоподібне зростання японської економіки після другої світової війни. З 1960-х по 1980-ті роки воно було винятковим: 10 % у 1960-х, 5 % у 1970-х, 4 % у 1980-х роках. Зростання призупинилося у 1990-х роках через надмірне інвестування наприкінці 1980-х та внутрішньополітичний курс, спрямований на виправлення спекулятивних ексцесів на біржі та ринку. Спроби уряду покращити ситуацію лише забуксували японське господарство у 2000 і 2001 роках.
Однак у 2005 з'явилися ознаки одужання японської економіки після періоду застою. ВВП зріс на 2,8 %, перегнавши показники ЄС і США. Основним фактором одужання стало зростання внутрішнього попиту. Сьогодні економіка Японії продовжує утримувати позиції світового лідера.
Фундаментальними принципами післявоєнної японської економіки були:
1. Тісна співпраця підприємств, постачальників, дистриб'юторів, банків і великих фінансових груп кейрецу (Міцубіші, Сумітомо, Фуйо, Міцуї та інші);
2. Кооперація роботодавців і профспілок;
3. Всебічна підтримка починань підприємців державними службовцями («господарчий патріотизм»);
4. Система найму робітників на все життя на великих підприємствах.

Останнім часом багато японських фірм, особливо малого і середнього бізнесу, переглядають вищезгадані принципи задля збільшення продуктивності праці і прибутків.

### Торгівля
Експорт — невіддільна частина японської економіки. Головними експортними партнерами є США (22,7 %), КНР (13,1 %), Південна Корея (7,8 %) і Гонконг (6,3 %). Японці здебільшого експортують транспортне обладнання, двигуни, електротовари, електронні прилади та хімікати.
Оскільки Японія дуже залежить від міжнародної торгівлі, вона імпортує широке коло товарів. Основними партнерами з імпорту є КНР (20,7 %), США (14 %), Південна Корея (4,9 %), Австралія (4,3 %), Індонезія (4,1 %), Саудівська Аравія (4,1 %), ОАЕ (4 %) (за даними 2004 року). Японія ввозить переважно запчастини, пальне, харчові продукти, хімікати, текстиль і сировину для власної промисловості.
- Корисні копалини Японії,
- Історія освоєння мінеральних ресурсів Японії,
- Гірнича промисловість Японії.

### Транспорт
- Залізниця: JR: сінкансен
- Аеропорти
Приватні вузлові міжнародні: Наріта, Кансай, Тюбу.
Державні вузлові міжнародні: Токіо (Ханеда), Тітосе, Вакканай, Кусіро, Хакодате, Сендай, Ніїґата, Осака, Хіросіма, Такамацу, Мацуяма, Коті, Фукуока, Кіта-Кюсю, Наґасакі, Кумамото, Ойта, Міядзакі, Каґосіма, Наха.
Особливі регіональні вузлові: Асахікава, Обіхіро, Акіта, Ямаґата, Ямаґуті-Убе.
- Авіакомпанії
All Nippon Airways (ANA), Japan Airlines (JA)

## Демографія

### Населення

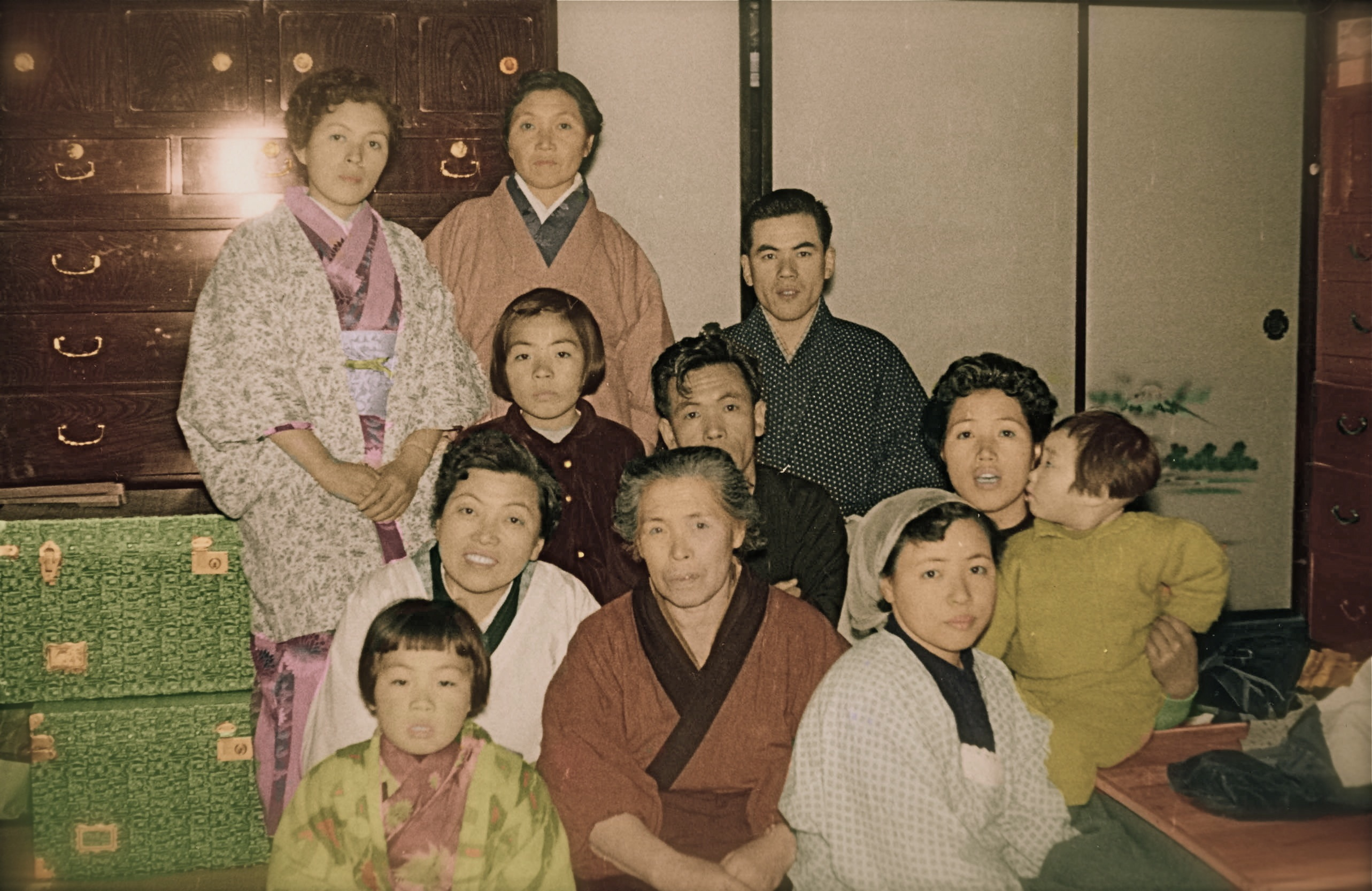
Традиційна японська родина (1957)

Сучасна японська родина (2003)

Японія входить до числа найбільш заселених країн світу. Населення Японії суцільно зменшується. Станом на 1 липня 2020 року населення Японії становить 126 476 461 особа. За попередніми результатами перепису 2010 року в ній проживало 128 056 026 осіб, а середня густота населення становила 339 осіб/км². За даними перепису 2005 року, дані якого є остаточними, в Японії проживало 127 767 994 особи, а густота населення становила 343 осіб. Між 2000 — 2005 роками спостерігався повільний ріст населення, що у 2005 — 2010 роках змінився спадом. Японському населенню притаманний високій рівень урбанізації. Приблизно три чверті мешканців країни живе в містах. В 1920 році міське населення становило 18 %, в 1940 році — 38 %, в 1970 році — 72 %. Основна маса жителів проживає в районах Токіо, Осаки й Наґої. Чверть усього населення країни мешкає в східнояпонському регіоні Канто.
За прогнозами японських демографів в наступні десятиліття кількість мешканців країни буде неухильно зменшуватися через низький рівень народжуваності. Вона була високою в часи існування Японської імперії та особливо високою в 1947 — 1949 роках, під час повоєнної відбудови країни. До 1950-х років рівень народжуваності становив 4,5 %, а після різко спав до 2 %. В 1960 — 1970-х роках, в період економічного зростання, народжуваність в Японії знизилася до 1,5 %. У 2002 році була зафіксована рекордно низька позначка в 1,32 %. Причинами низької народжуваності є вестернізація й фемінізація суспільства, а також наявність системи соціальних гарантій і пенсій для літніх людей. Якщо до 1945 року середня японська сім'я мала 4-5 дітей, то на початок 21 століття — лише 1-2 дітей. Великі сім'ї, в яких жило декілька поколінь, змінилися малими сім'ями з трьох-чотирьох осіб. Догляд за людьми пенсійного віку часто здійснюють державні або громадські організації, а не члени їхніх сімей. Попри те, що в Японії кількість жінок переважає над кількістю чоловічого населення, шлюби реєструються рідше, у порівнянні з серединою 20 століття.
Однією з причин тривалого зростання населення країни було поступове зниження рівня смертності у 20 столітті. Так, середня тривалість життя чоловіків становила 42 роки в 1920 році й 78 років у 2000 році; для жінок цей показник становив 43 роки в 1920 році й 85 років у 2000 році. Станом на 2010 рік рівень смертності в Японії був одним найнижчих у світі. Через високу тривалість життя і низьку народжуваність, Японія є однією з найстаріших націй світу. За даними перепису 2000 року, близько 17,3 % усіх мешканців країни були старшими 65 років. Це приблизно вдвічі більше за кількість осіб, молодше 15 років. За прогнозами, у 2033 році літні люди складатимуть близько 30 % населення, що спричинить проблеми у сфері пенсій, працевлаштування, охорони здоров'я тощо.
Японія — мононаціональна країна. Близько 90 % населення становлять етнічні японці. Окрім них, у державі мешкають корінні меншини — айни та рюкюсці. Під час загальнонаціональних переписів їх реєструють як японців. Питання чи є ці меншини окремими етносами чи етнографічними групами японського народу дискусійне. У країні мешкає також незначна частка іноземців. Станом на 2001 рік їх нараховувалося 1 778 462 осіб — 1,4 % населення Японії. Протягом 1950—1980-х років вони становили лише 0,6 %, але в результаті економічного злету та глобалізації їх кількість поступово зростає. Основні групи іноземців — корейці (36 %), китайці (21 %), бразильці (15 %), філіппінці (9 %), перуанці (3 %) і громадяни США (3 %). Кількість українців в Японії станом на 2005 рік становила близько 907 осіб.

### Мова

Великий словник японської мови — найбільший у світі словник японської мови

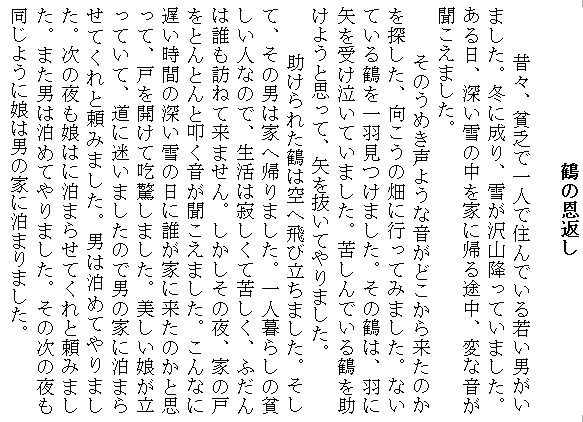
Приклад письма: японська казка «Журавлина подяка», аналог української казки «Кривенька качечка»

Єдиною державною офіційною мовою в Японії є японська мова. Це рідна мова для більш як 120 млн осіб. Хоча японська належить до найпоширеніших мов світу, вона рідко вживається за межами Японії. Причинами, які заважають цій мові стати мовою міжнаціонального спілкування, є складна система письма, географічна та культурна ізоляція Японії протягом раннього нового часу, поразка японської політичної експансії в середині 20 сторіччя. Класифікація мови залишається нез'ясованою. У старих мовознавчих працях японську відносили до урало-алтайської мовної сім'ї. Проте цю теорію було відкинуто лінгвістами другої половини 20 століття. Новітні дослідження японської мови вказують на те, що вона є мовою-ізолятом, сумішшю південноазійських і північноазійських мов. Найближчою до японської є рюкюська мова, яку разом з японською об'єднують в японсько-рюкюську мовну сім'ю або вважають її діалектом японської. Іншими близькими мовами є айнська і корейська, проте чітких доказів їхньої належності до спільного предка або єдиної мовної сім'ї немає. В японській мові виділяють три діалекти або наріччя — східне, західне і кюсюське. Літературною нормою вважається говірка Яманоте токійського говору східного наріччя. В японській мові існує п'ять голосних [a], [i], [u], [e], [o] та близько 20 приголосних — [k], [g], [s], [ɕ], [d͡z], [d͡ʑ], [t], [t͡ɕ], [t͡s], [d], [n], [ɲ], [h], [ɸ], [b], [p], [m], [ɾ], [j], [w], [ɴ]. У фонетичній системі переважають відкриті склади. Існує протистояння дзвінких та глухих звуків. Приголосні з предиханням нетипові. Для синтаксису характерна конструкція «підмет-додаток-присудок». Мова належить до аглютинативних мов, в якій граматичні форми й похідні слова утворюються за допомогою додавання суфіксів. Для дієслів, прикметників і дієприкметників існують дієвідміни. Час, відмінки, підсилення виражаються за допомогою додавання змінюваних закінчень до незмінюваних частин слова. Закінчення іменників і часток незмінні. Категорії числа і роду відсутні.
Перші писемні пам'ятки японської мови датують 5 століттям. Протягом 8 — 9 століть кількість її голосних скоротилася з 8 до 5. У 16 — 17 столітті відбулася велика зміна японської граматики та словотвору. Японську мову, що передувала зміні називають «старою», а мову, яка утворилася в результаті зміни, — «новою». У старій японській мові існувало 9 дієвідмін і 2 типи прикметників; в новій мові — 5 дієвідмін і 1 тип прикметників. Основна лексика залишалася практично незмінною протягом багатьох століть. Частки й допоміжні слова змінювалися залежно від епохи. Значний вплив на розвиток японської мови мала китайська мова, з якої вона запозичила систему письма та близько половини словникового запасу. Японські автентичні абетки хіраґана й катакана були розроблені на основі китайських ієрогліфів. Поряд з ними вживається латинська абетка. З другої половини 19 століття, в результаті вестернізації, японська лексика зазнала впливу європейських мов.

### Релігія

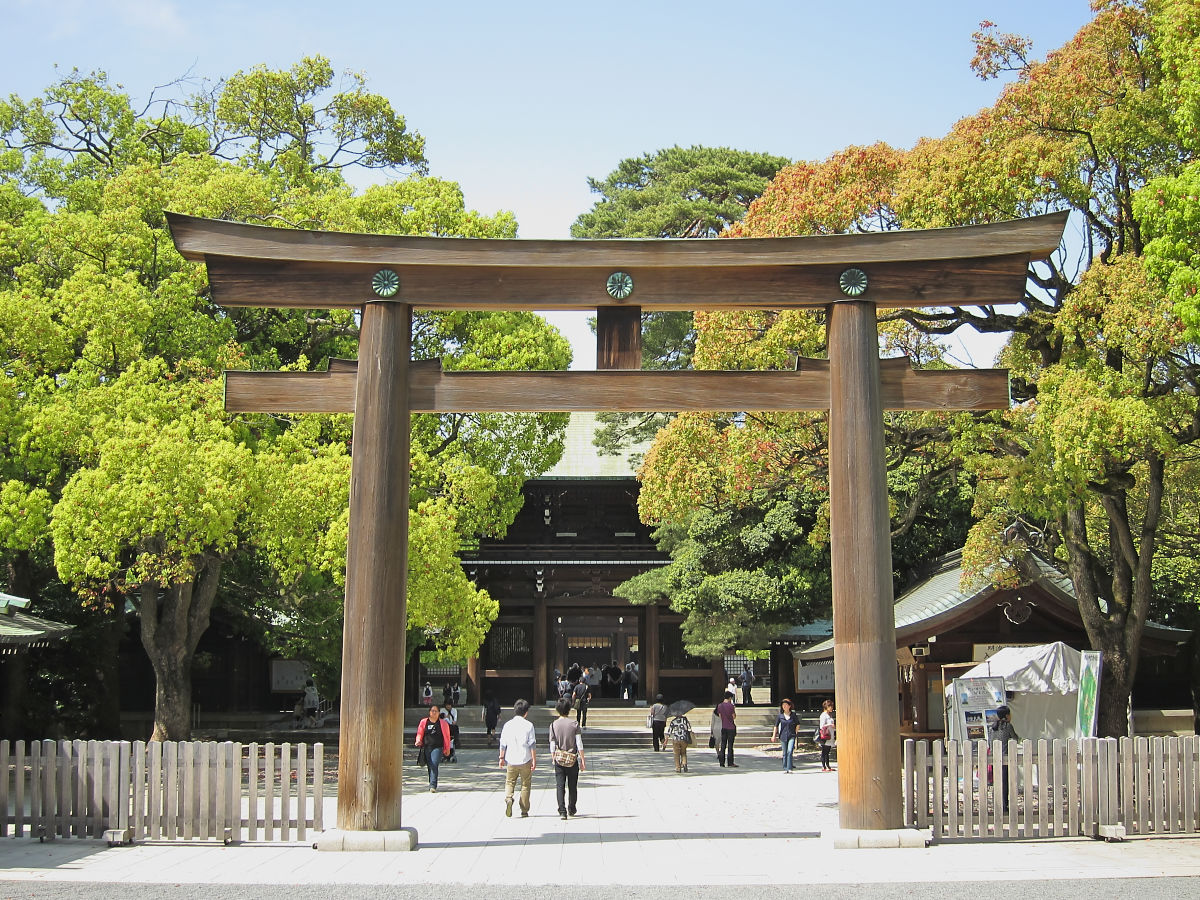
Торії — ворота до синтоїстського святилища (Святилище Мейдзі, Сібуя, Токіо)

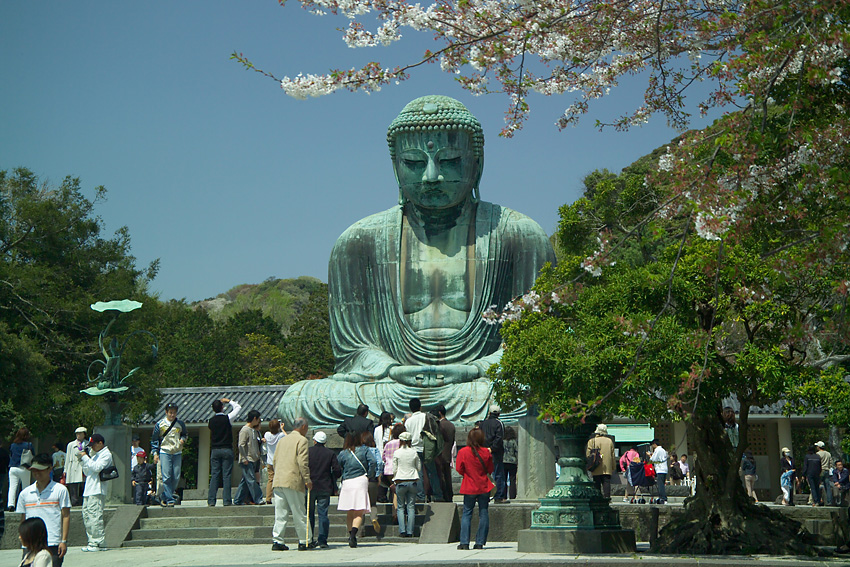
Велика статуя будди Аміди (монастир Котокуїн, Камакура, Канаґава)

Панівною релігією мешканців Японії є автохтонне язичництво — шінто. Воно поєднує в собі елементи анімізму, фетишизму, тотемізму та примітивної магії. Об'єктом вшанування цього пантеїстичного культу є божества камі — духи природи, визначні діячі минулого, герої японського фольклору. Історично синто розвивалося в діалозі з буддизмом, даосизмом, конфуціанством і християнством, які справили вплив на еволюцію язичницького світогляду, пантеону та обрядовості. Синто було державною релігією Японії протягом 1870–1945 років. Її первосвященником виступав Імператор, нащадок богині сонця Аматерасу. Після секуляризації країни у другій половині 20 століття синто втратило державну підтримку, однак залишилося популярним серед японців. За урядовою статистикою станом на грудень 2008 року близько 105,8 мільйона японців вважали себе синтоїстами. Вони приписані до 88 тисяч громад, більшість з яких об'єднано в Асоціацію синтоїстських святилищ під егідою Святилища Ісе.
Другою за значенням релігією Японії є буддизм. Він поширився в країні у 5 — 7 століттях зусиллями корейських та китайських ченців-проповідників. Ця релігія представлена декількома течіями, найбільшими з яких є езотеричний буддизм, амідаїзм, нітірен-буддизм та дзен. Кожна з течій поділяється на ряд дрібних сект. Спільним для всіх напрямків є визначення буття як страждального кола перероджень. Порятунок від буття полягає у виході з нього, шляхом звільнення від пристрастей і досягнення просвітлення — нірвани. Існування трансцендентального Бога чи Абсолюту, людської душі та вічності заперечується. За даними Міністерства культури станом на 2008 рік понад 89,5 мільйонів жителів Японії сповідували буддизм. Завдяки традиції шінто-буддистського синкретизму, частина буддистів є одночасно синтоїстами. Станом на 2000 рік найбільша кількість вірян-буддистів належала до амідаїстської течії буддизму (19,5 млн), а саме Істинної секти Чистої землі (6,9 млн). Другою за величною течією був нітірен-буддизм (17 млн), з його найвпливовішою сектою Нітірен (3,5 млн). Третє місце посідали групи сект езотеричного буддизму — Сінґон (12,7 млн) та Тендай (3,4 млн). Дзен-буддизм сповідували 3,5 млн осіб, а вірянами найстаріших сект, так званого, «нарського буддизму» були лише 0,7 млн осіб.
Християнство — третя найбільша релігія країни. Японці познайомилися з ним у 16 столітті, завдяки діяльності католицьких місіонерів Товариства Ісуса. Церква швидко розросталася, проте через інтриги буддистського духовенства зазнала репресій і була заборонена впродовж 17 — 19 століття. 1873 року японський уряд скасував заборону і проголосив свободу совісті. Завдяки тому, що християни допомогли японцям створити новітню систему освіти, християнство стало панівною релігією в середовищі японської інтелігенції. Станом на 2008 рік кількість практикуючих японських християн різних деномінацій становила 2,14 мільйони осіб. За даними 2000 року більша частина з них належала до Римо-католицької церкви — 442 тисяч осіб. Решта була вірянами переважно протестантських конфесій. В країні також діє нечисленна Японська православна церква Московського патріархату та місія Української-православної церкви Київського патріархату в Токіо.
Окрім шінто, буддизму і християнства в Японії представлені численні новітні японські секти, що оформилися після 19 століття, а також рухи, що виросли на базі нью-ейдж. За урядовою статистикою 2008 року загальна кількість їхніх послідовників становила трохи понад 9 мільйонів осіб. На 2000 рік серед цих сект найбільшими були секта тенріїстів (1,8 млн) та Церква «Перфект Ліберті» (1,3 млн).

## Захист навколишнього природного середовища

### Вуглецева нейтральність
У 2020 році, Японія посилила свою мету в галузі боротьби з глобальним потеплінням, взявши на себе сміливу обіцянку створити до 2050 чисте вуглецевонейтральне суспільство.
Однак оголошення про відмову від викидів вуглекислого газу — це лише частина грандіозного завдання. Наступна позначка на шкалі контролю викидів вуглецю — це конкретний ціновий механізм для скорочення загальних викидів парникових газів у Японії до 2050 року, як зазначено у Паризькій кліматичній угоді 2015 року. Низьковуглецева економіка — це довгостроковий перехідний період, і він вимагає перетворення лежачої в основі економічної та соціальної системи таким чином, щоб знизити викиди парникових газів до рівня, який максимізує маржинальну вигоду для суспільства (тобто зниження екологічної шкоди).
У своєму першому програмному виступі прем'єр-міністра Суги Йошихіде у жовтні закликав до «агресивного підходу до глобального потепління». З того часу близько 346 місцевих органів влади, включаючи Токіо, Кіото та Йокогаму, зобов'язалися досягти нульових чистих викидів до 2050 року і прийняли ярлик «міста з нульовим викидом вуглецю».
У Японії переважна більшість викидів у промисловому та житловому секторах, як і раніше, не мають ціни. Згідно з JACCA 2018, на виробничий сектор припадає 35 відсотків загального обсягу прямих викидів CO₂, за яким слідують 18,5 відсотка транспорту, 17,2 відсотка адміністративного управління, 14,6 відсотка домашніх господарств та 7,9 відсотка перетворення енергії. Адміністрація Шуги наголосила, що не лише вуглецеві сектори, а й домашні господарства мають регулюватися за допомогою цін на вуглець.
Хоча в Японії немає національного механізму ціноутворення на викиди вуглецю, муніципальний уряд Токіо запровадив першу СТВ на рівні міст у Японії та Азії у 2010 році. Його основна мета — комерційні офісні будівлі та фабрики, які використовують еквівалент понад 1500 кілолітрів сирої нафти та на початковому етапі дозвіл становив приблизно 50 доларів за тонну CO₂. За чотирирічний перехідний період державний уряд Токіо похвалився скороченням викидів на 25 відсотків. Крім того, податок на боротьбу з глобальним потеплінням, запроваджений у 2012 році, нині становить 2,65 долара за тонну CO₂, що дає щорічні податкові надходження у розмірі близько 2 мільярдів доларів.
Запізнілі дії Японії щодо ціноутворення на вуглець відкинуть відновлення економіки Японії та перешкоджатимуть її нинішнім зусиллям щодо подолання кліматичної кризи. Але запровадження ціни на вуглець — це ще не кінець історії. Добре продуманий податок на викиди вуглецю повинен не тільки скоротити розрив у цінах на викиди вуглецю в Японії, але й забезпечити вищу ціну податку на викиди вуглецю, ніж низький податок на боротьбу з глобальним потеплінням, що діє нині.
Неясно, як METI та MOE можуть узгодити свої інтереси таким чином, щоб встановити податок на викиди вуглецю або ETS, який був би досить справедливим та ефективним, щоб змінити поведінку компаній. Як відправна точка обидва міністерства повинні розробити чітке бачення поряд з очікуваннями щодо ціни на вуглець, що відповідає рівням, необхідним для декарбонізації до 2050 року.

### Альтернативні джерела енергії
Відповідно до нової стратегії зеленого зростання уряд Японії виділив 19,2 мільярда доларів у вигляді нового фінансування та податкових пільг, щоб сприяти такому необхідному технологічному прориву для зниження витрат на акумуляторні батареї. Підвищення місткості акумуляторних батарей має вирішальне значення, якщо Японія планує перетворити сонячну та вітрову енергію на стабільне енергопостачання. Тим часом Японія покладає надії на офшорну вітроенергетику як на золотий квиток до скорочення викидів парникових газів у Японії до 2050 року.
На сьогодні, Японія управляє чотирма офшорними вітровими електростанціями, які виробляють 20 мегаватів, але потужність вітру планується розширити з початкової мети в 10 гігаватів до початку 2030 року до 45 гігаватів на початку 2040 року, що зробить Японії третім за величиною виробником вітрової енергії у світі.
Нові агресивні цілі Японії в галузі вітроенергетики будуть підкріплені фінансованими урядом Японії дослідженнями руху вітру та морського дна з метою заохочення інвестицій приватного сектору та конкуренції в секторі, що розвивається.

### Проблеми запровадження альтернативні джерела енергії
Фінанси становлять основу розвитку інфраструктури, і перехід до низьковуглецевої економіки вимагатиме величезних інвестицій з боку державного та приватного секторів. Але зелені проєкти стикаються з фінансовими проблемами, оскільки вони невеликі, недостатньо застраховані, недостатньо гарантовані та несуть ризик дефолту. Зелена інфраструктура — це сектор, що розвивається, який, по суті, є незвіданою територією.
В результаті екологічні проєкти, як правило, пропонують нижчу норму прибутку, оскільки для створення нових технологій з нуля потрібні довгострокові інвестиції, а для отримання прибутку потрібен час. Це робить низьковуглецеві проєкти менш привабливими у порівнянні з проєктами викопного палива та конфліктами з традиційними банками, які зберігають резерви з депозитів, які зберігаються лише на короткостроковий та середньостроковий періоди.

## Засоби масової інформації

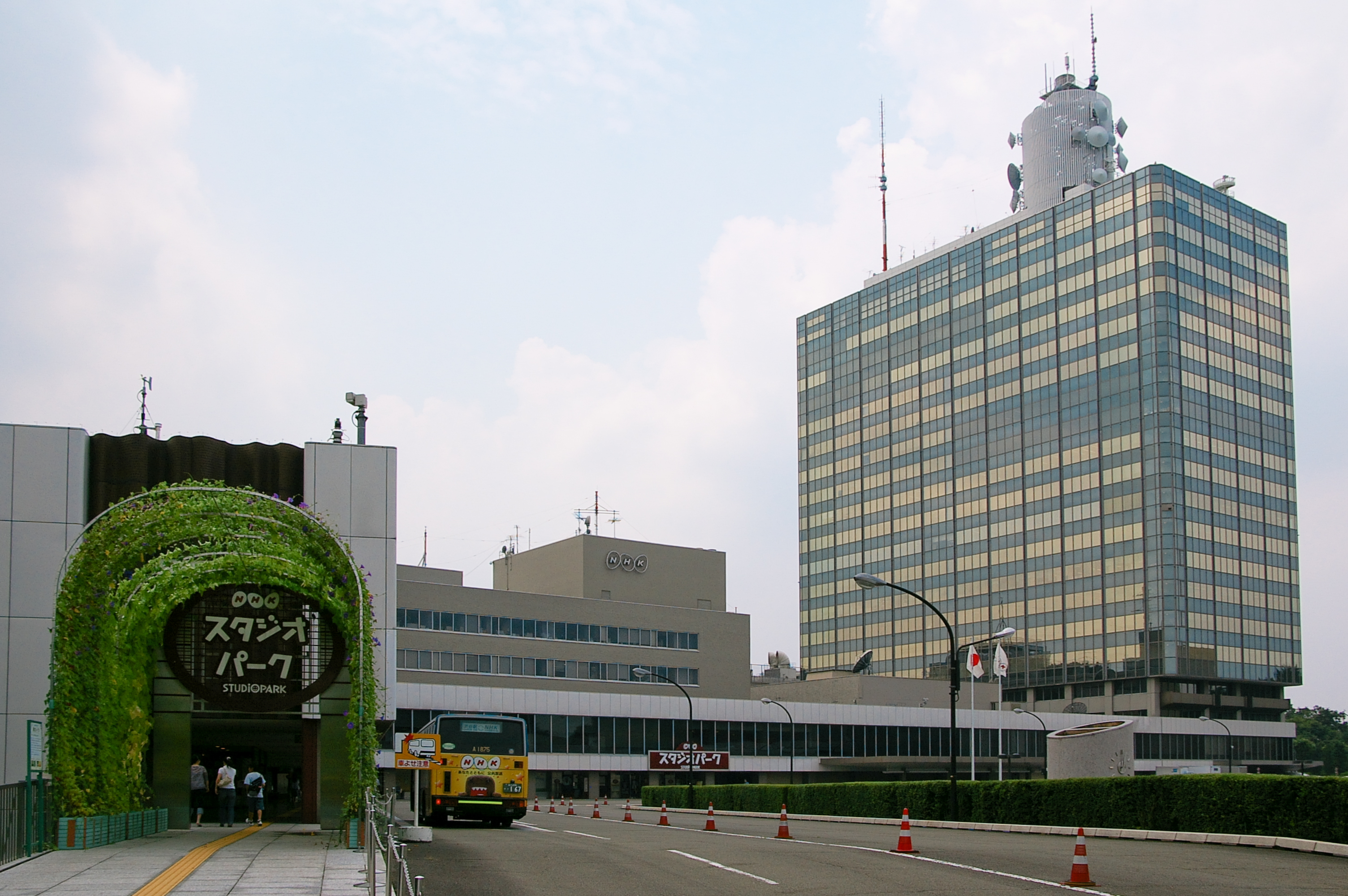
Штабквартира Японської телерадіомовної корпорації (NHK)

Засоби масової інформації в Японії є одними з найрозвиненіших у світі. Вона посідає перше місце серед країн за тиражем щотижневих газет та ступенем їх поширення — 1 примірник на тисячу осіб. Японія є світовим лідером за кількістю радіо- та телеприймачів, обсягами телерадіомовлення, а також обсягами перегляду телепередач. Також вона входить до десятки провідних країн за кількістю друкованих видань (насамперед книг і журналів) на одну особу.
В Японії існує п'ять загальнонаціональних телекомпаній: Японська телерадіомовна корпорація (NHK), ТБ Асахі, Фуджі ТБ, Ніппон ТБ (NTV) та Токійська телерадіомовна система (TBS). Перша з компаній — громадська, решта — комерційні. NHK є найбільшою з усіх. Вона має два кабельні канали — загальний і освітній, три супутникових канали, два міжнародні англомовні канали, а також здійснює внутрішнє і міжнародне радіомовлення.
За законом мешканці Японії зобов'язані сплачувати за кабельне телебачення у випадку наявності телеприймача. Мільйони громадян підписуються для перегляду супутникових програм. З 2011 року в усій країні запроваджено систему телебачення високої роздільної здатності. Найпопулярніша продукція — новини, мелодрами, розважальні та спортивні шоу японського виробництва. Іноземні продукти з'являються на японському телебаченні рідко, хоча менеджери японських програм орієнтуються на формат передач США та Великій Британії..
Незважаючи на поширеність телебачення, основним джерелом інформації для японців залишаються газети. Близько 80 % громадян читають пресу. Звичка до читання, а не переглядання новин, культивується з початкової школи. Японські газети поділяються на загальнонаціональні та регіональні. До перших належать такі видання як «Йоміурі шімбун», «Асахі шімбун», «Майнічі шімбун», «Санкей шімбун» і «Ніхон кейдзай шімбун»; до других — «Хоккайдо шімбун», «Чюґоку шімбун», «Ніші-Ніппон шімбун» тощо. Загальнонаціональні газети мають мільйонні тиражі видаються на високоякісному папері щоранку і щовечора. Вони складають більшу частину загального тиражу щоденних газет, що дозволяє говорити про монополізацію ними японського газетного ринку. Підприємства, які володіють загальнонаціональними газетами, виконують функцію керманичів японського інформаційного бізнесу.
Провідним інформаційним агентством Японії є агенція Кьодо.

## Видавництва
- Іванамі Сьотен — наукова і просвітницька література.

## Освіта

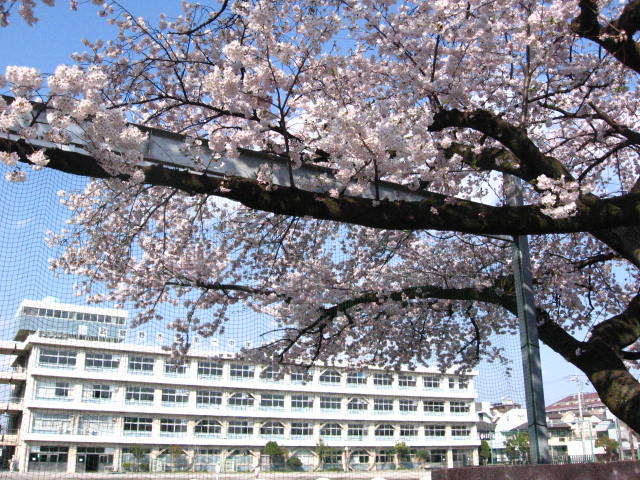
Типова будівля японської середньої школи

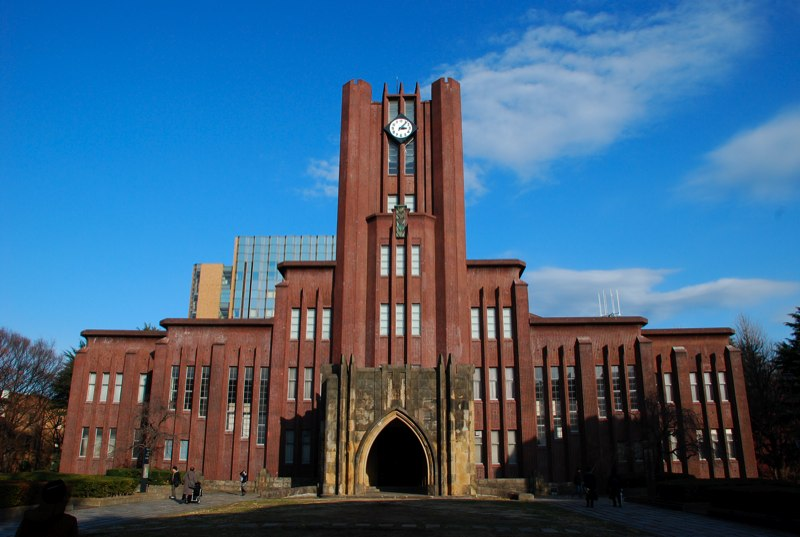
Корпус Ясуда Токійського університету

Японія є одним зі світових лідерів у галузі освіти. Станом на 2009 рік рівень грамотності населення країни становив 99 %. У Японії діє європейська освітня модель прусського зразка, що була впроваджена в другій половині 19 століття і діє з незначними змінами до сьогодні. Доуніверситетська освіта має чотири рівні — дошкільна для дітей 3—6 років (3 роки навчання), початкова для дітей 6—12 років (6 років навчання), молодша середня для дітей 12—15 років (3 роки навчання) і старша середня для дітей 15—18 (3 роки навчання). Загальнообов'язкова освіта надається в початковій та молодшій середній школі. Після здобуття загальнообов'язкової освіти учні вступають до вищих середніх шкіл, технікумів або спеціальних шкіл. За даними міністерства освіти Японії на 2005 рік близько 75,9 % японських учнів здобувають старшу середню освіту в вищих середніх школах. Повна середня освіта надає право вступу до вищого навчального закладу — університету або коледжу. Університетське навчання триває 4 роки для загальних спеціальностей і 5 років для медичних. Випускники вищої школи можуть поступати до аспірантури, де поступово здобувають звання магістра або доктора наук.
Усі японські освітні заклади поділяються на державні, громадські та приватні. Загальнообов'язкова освіта є безкоштовною у державних і громадських школах. Освіта вище старшої середньої є платною. Проте плата може бути скасована у державних закладах для студентів, що мають визначні заслуги в навчанні або науковій сфері. В початковій та молодшій середній школах обов'язково вивчають державну мову, гуманітарні науки (географія, історія, суспільство), математику (алгебра, геометрія), природничі науки (фізика, хімія, біологія, геологія), музику (опанування музичних інструментів і спільний виступ), образотворче мистецтво, англійську мову тощо. Вища середня школа поділяється за спеціалізацією на гуманітарні та природничі. В усіх освітніх закладах є факультативні заняття. Після уроків учні та студенти часто беруть участь в позакласній діяльності, вивчаючи кендо, дзюдо, кюдо, каліграфію, атлетику, політекономію тощо. Зміст загальнообов'язкової освіти визначається Міністерством освіти та автономними освітніми комітетами, що формуються органами місцевого самоврядування.
Найбільш відомими у світі японськими державними університетами є Кіотський, Кюшюський, Наґойський, Токійський, Тохокуський, Хіросімський та Хоккайдоський. Серед приватних провідними є токійські університети — Софійський, Васеда, Кейо.

## Наука

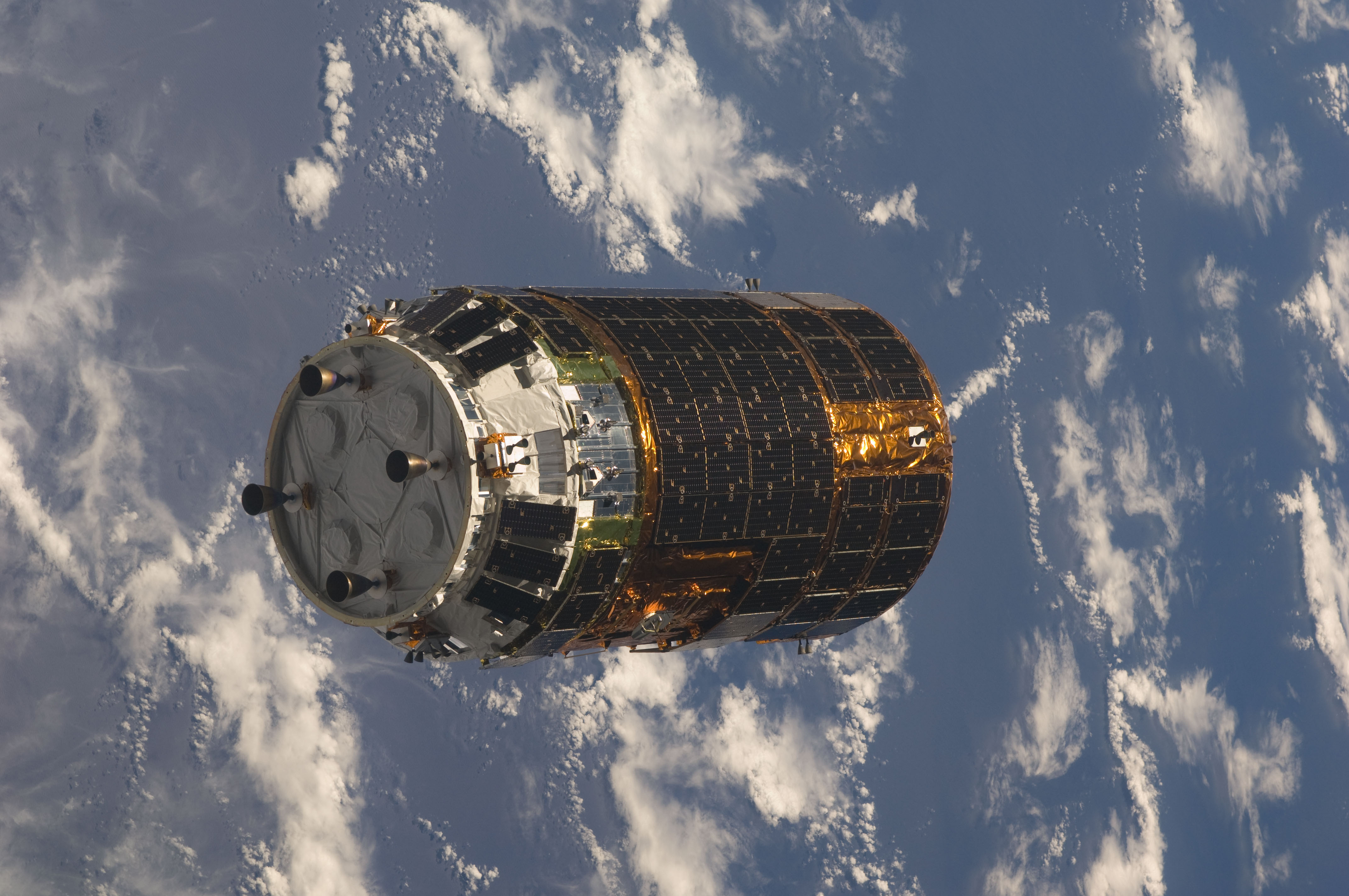
Японський космічний корабель H-II Transfer Vehicle у космосі (2009)

Японія — провідна країна в галузі наукових досліджень, зокрема, технології, устаткування для машин і біомедичних досліджень. Майже 700 000 дослідників отримують $130-мільярдний бюджет на наукові дослідження, він третій за величиною у світі. Японія є світовим лідером в галузі фундаментальних наукових досліджень, здобувши п'ятнадцять лауреатів Нобелівської премії у галузі фізики, хімії та медицини, три Медалі Філдса, і одну Премію Гаусса. Деякі з найвідоміших технологічних вкладів Японії є в галузі електроніки, автомобілів, машин, сейсмостійкого будівництва, промислової робототехніки, оптики, хімії, напівпровідників і металів. Японія також є світовим лідером із виробництва й використання робототехніки, вона володіє більш ніж половина (402 200 з 742 500) промислових роботів у світі.
Нині наука Японії займає передові позиції в галузі нових технологій. Врахувавши досвід минулого, країна використовує більшість розробок для поліпшення якості життя людей і захисту навколишнього середовища. Створюються і вдосконалюються нові, екологічно чисті двигуни для автомобілів, роботи та ефективні медикаменти, що полегшують життя недієздатних громадян, економляться і повторно використовуються енергоносії та цінні метали. Сучасний підхід Японії до науки з певної точки зору можна назвати шляхом у майбутнє.

## Культура
- Великі японці

### Мистецтво
- Академія мистецтв Японії

### Музика і театр
Згідно з офіційною статистикою, в Японії на сьогодні налічується близько трьох тисяч театрів. Пік створення театрів прийшовся на 1980-ті — на часи японського економічного дива.
Японський театр має поділ на два основні магістральні напрями — традиційний та сучасний. Існує багато приватних та державних театрів, присвячених традиційним японським жанрам — Кабукі, Но (разом із комічним театром Кьоген) та театр ляльок Бунраку із повнорозмірними маріонетками.

### Національні свята
| Дата                     | Українська назва                      | Японська назва                   |
| ------------------------ | ------------------------------------- | -------------------------------- |
| 1 січня                  | Перший день Нового року               | 元日 ґанджіцу                    |
| Другий понеділок січня   | День повноліття                       | 成人の日 сейджін но хі           |
| 11 лютого                | День заснування держави               | 建国記念の日 кенкоку кінен-но хі |
| 23 лютого                | День народження чинного імператора    | 天皇誕生日 тенно танджьобі       |
| Третя декада березня     | День весняного рівнодення             | 春分の日 шюмбун но хі            |
| 29 квітня                | День Шьова (День народження Хірохіто) | 昭和の日 шьова но хі             |
| 3 травня                 | День Конституції                      | 憲法記念日 кемпо кіненбі         |
| 4 травня                 | День зелені                           | みどりの日 мідорі но хі          |
| 5 травня                 | День дітей                            | こどもの日 кодомо но хі          |
| Третій понеділок липня   | День моря                             | 海の日 умі но хі                 |
| Третій понеділок вересня | День шанування старших                | 敬老の日 кейро но хі             |
| Третя декада вересня     | День осіннього рівнодення             | 秋分の日 шюбун но хі             |
| Другий понеділок жовтня  | День фізкультури                      | 体育の日 тайїку но хі            |
| 3 листопада              | День культури                         | 文化の日 бунка но хі             |
| 23 листопада             | День подяки за працю                  | 勤労感謝の日 кінро каншя но хі   |

### Кухня

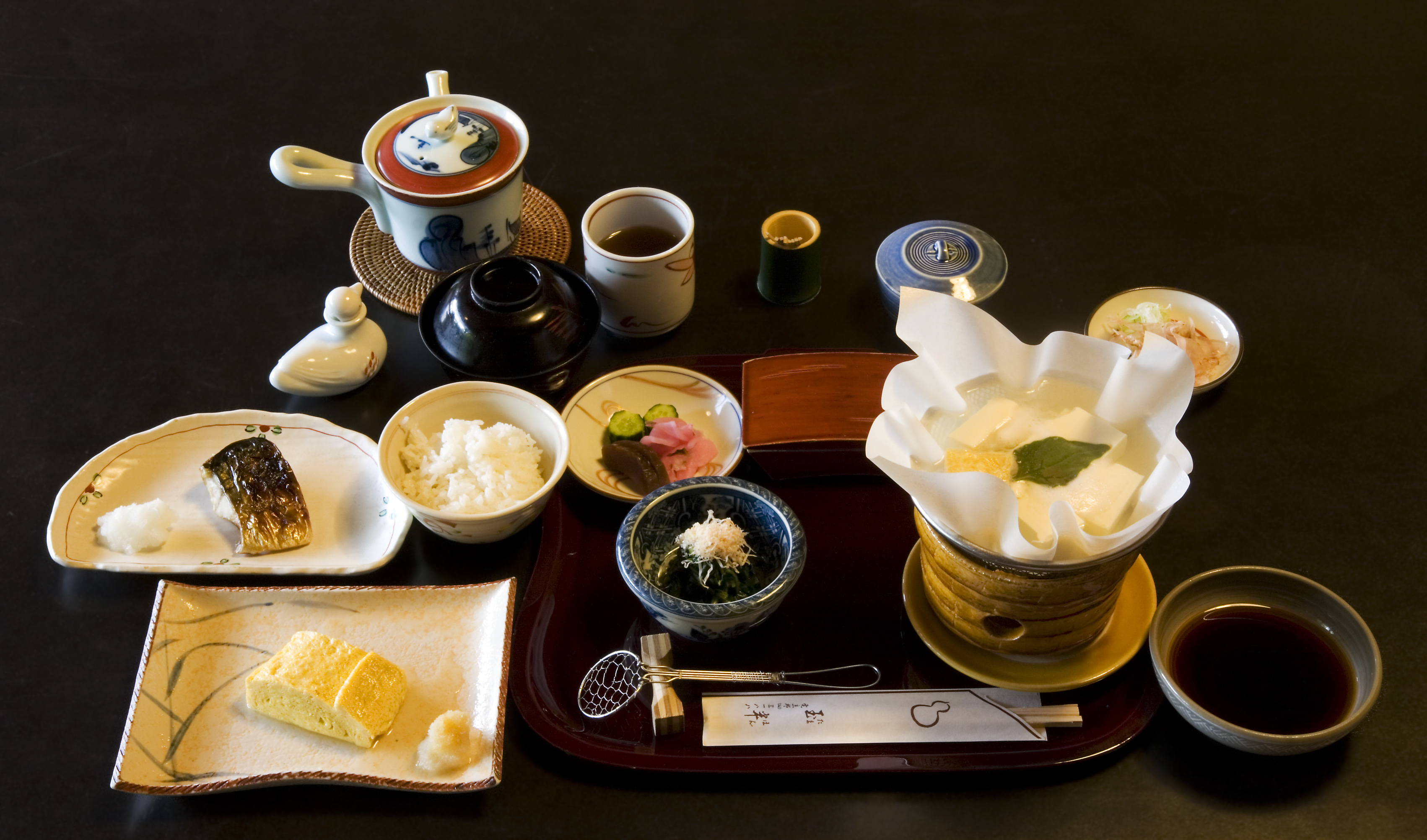
Страви традиційної японської кухні — варений рис, закуски, суп-місо, соєвий сир тофу, смажена скумбрія, омлет і соєвий соус

Сумоїст українського походження Тайхо Кокі

Японська традиційна кухня обумовлена кліматом, фауною і флорою японських островів. Висока вологість забезпечує багатство рослинної та тваринної їжі, а острівне розташування країни — достаток морської риби та морепродуктів. Характерною рисою японської кухні є сезонність харчування, тобто вибір продуктів та способів їх приготування залежно від пори року. Зазвичай, для страв використовуються лише свіжі харчі, які обробляються без застосування сильних приправ, з метою збереження первісного вигляду і смаку продукту.
Головними стравами японської кухні є рис та рисова настойка саке. Решта японських наїдків готуються, як закуски до цих страв, переважно, з овочів і фруктів. До середини 19 сторіччя японці дуже рідко вживали м'ясо, а також тваринні й рослинні жири. Через це багато японських страв мають прісний свіжий смак. Замінником м'яса були різноманітні морепродукти, а замінником жирної їжі — бульйон даші, зварений на водоростях ламінаріях та сушеному тунці. З пізнього середньовіччя японці почали вживати як приправи соєвий соус та бобову пасту місо, які стали невіддільними складовими більшості японських страв.
Ще одна особливість японської кухні — поцінування зовнішнього вигляду їжі. Її не повинно бути багато і вона мусить гармоніювати з посудом. Страви споживають паличками, тому їжу здебільшого подають у вигляді невеликих скибок, щоб їх було зручно брати.
Загалом страви японської кухні класифікують на західнояпонські та східнояпонські. Центрами перших виступають Кіото, Осака, Хіросіма та Фукуока, а центрами других — Наґоя, Йокогама, Токіо та Сендай. Західнояпонські страви мають тендітний і невимушений смак у порівнянні зі східнояпонськими, які відзначаються густим смаком і сильним ароматом. Окрім цих типів страв існує багато локальних наїдків, які різняться залежно від клімату, географічного розташування та традицій регіону. Найтиповішими стравами японської кухні, що відомі за межами Японії, є суші, суп місо, сира риба сашімі, смажена птиця якіторі, локшинний суп рамен та інші.

### Спорт
Найстаріший вид спорту в Японії — національна боротьба сумо. Перші згадки про неї містяться в японських міфах, описаних в історичній хроніці «Анналах Японії». Поряд із сумо стародавні японці займалися соколиними ловами, кінними перегонами, японським поло дакю та грою в м'яч кемарі. У середньовіччі набули популярності бойові мистецтва, такі як стрільба з лука, боротьба дзю-дзюцу, фехтування на мечах, алебардах і списах. Нові види спорту потрапили в Японію наприкінці 19 століття, завдяки вестернізації країни після реставрації Мейджі. 1912 року японська команда вперше взяла участь у V літніх Олімпійських іграх у Стокгольмі.
Поряд із сумо найпопулярнішим спортом в Японії є бейсбол. Він був завезений з США 1872 року. Спочатку ця гра набула поширення серед студентів університетів, а з початку 20 сторіччя її стали викладати на уроках фізкультури у середніх та вищих школах. 1934 року утворено Токійський бейсбольний клуб Великої Японії, на базі якого 1936 року було створено першу в країні Японську професійну бейсбольну асоціацію.
У Японії чотири рази відбувалися Олімпійські ігри — у Токіо (1964 і 2020), Саппоро (1972) і Наґано (1998).